# 立花宗茂
立花宗茂（日语：／ Tachibana Muneshige，1567年9月20日—1643年1月15日），日本戰國時代、安土桃山時代武將、江戶時代初期大名。高橋紹運與齋藤鎮實之妹宋雲院的長男，立花道雪的婿養子。妻為立花誾千代，側室為矢島八千子、繼室為葉室菊子、弟為高橋統增。豐臣秀吉讚其為「西國無雙」。
宗茂是晚年改稱的名字，幼名千熊丸、彌七郎、元服後改名統虎、鎮虎、宗虎、正成、親成、政高、尚政、俊正、經正、信正、宗茂、立齋。官位是從四位下侍從、飛驒守。大正4年（1915年）11月10日贈從三位。

## 生涯

### 出生
立花宗茂是吉弘鎮理的長子，永祿10年八月十八（1567年9月20日）出生於豐後國國東郡都甲莊長岩屋的筧城中的吉弘居館，嬰兒時期體格巨大，祖父吉弘鑑理因而取幼名為千熊丸。

### 少年時代
永祿12年（1569年）因其父吉弘鎮理繼承高橋家（改名鎮種，後稱高橋紹運，以下簡稱紹運），年約3歲的千熊丸也因此移住筑前寶滿城，往後在山間接受紹運不時的體力鍛鍊以及合戰模擬。
當千熊丸6歲時，要求必須打敗比自己大四歲的人，打敗後，再打大六歲的，又打敗後，再找大八歲的，直到打敗大15歲的才告一段落，並且能輕易使弓射落10米遠的小鳥；文學方面，要求每看一本書便要去跟明白這本書的人反覆簡述其大綱，之後又進行背誦，直到能用書中的例子說服別人為止，另外讓千熊丸接觸外來事物如鐵砲和孫子兵法，也讓千熊丸學習自己有興趣的書道，更長於山野中熟習花草名稱用途，並臨時接受地形佈陣的問答考試，在如此教育下，千熊丸八歲便能拉開筑前一地所有的弓，辯論和見識也遠超過同齡人。並且由於生長之地近於筑前國際良港博多津，在常於商業交易的伯父吉弘鎮信的關係下也認識如島井宗室、神屋宗湛等商道茶人，由此學習茶道以及從中探知日本各大名的情勢。
天正6年（1578年）12月，龍造寺隆信侵入筑前進攻寶滿、立花城，於《寬永諸家系圖傳》、《立花事實記》記述此戰以12歲之齡初陣。
天正8年（1580年）2月2日，立花道雪率十時連貞於早良郡討伐支持龍造寺家的鄉士（傳聞此戰也是立花宗茂的初陣）。
天正9年（1581年）7月27日，龍造寺隆信聯合筑紫廣門、原田隆種進軍至大宰府，並以筑紫廣門聯合秋月種實侵略筑前岩屋城，其父紹運與之對峙，而立花道雪另派家臣竹迫統種、薦野增時等將為游擊軍迂迴佈陣於緊鄰太宰府東側的觀世音寺，雖成功於第二次太宰府觀世音寺之戰擊退敵軍，但統種等立花家臣戰死甚多。同時於此戰中，立花高橋軍約5千在太宰府及觀世音寺東邊的石坂一地埋伏，紹運以弓、鐵砲、長槍隊分三段佈置於坂上，正面迎擊5千秋月軍，秋月先陣7百人受弓鐵砲的攻擊而退後時，紹運率家臣小島彌兵衛帶頭以3百人為先鋒突擊，手持大長刀左突右迴於千人的敵陣當中，此石坂之戰（第二次太宰府石坂之戰）為立花宗茂（此時名為高橋統虎）的初陣，於當時穿著萌黃色的唐綾縅鎧甲、頭戴銀色鍬形前立兜、腰配黃金鹿皮太刀、身背裝滿箭矢的弓筒並手握塗籠之弓、腳跨栗毛馬。此戰統虎率領3百人埋伏後，自率150兵力側擊秋月軍，奇襲箭射敵大將堀江備前更單挑壓制對方，並讓功給家臣萩尾治種（萩尾大學麟可）而討取了堀江首級，初陣便獲得了家臣的信任，並且如此優異的表現令道雪正式興起迎統虎為婿養子的念頭。
同年8月，膝下無子的大友家重臣立花道雪，希望高橋紹運的長子高橋統虎（宗茂初名）能繼承立花家，起初紹運因為統虎優秀的資質和器量，以及身為高橋家重要的繼承人而拒絕，但是在道雪數度的懇求之後，統虎終於成為了道雪的養子。於8月18日，統虎和道雪的女兒立花誾千代結婚成為了婿養子而繼承立花家。
同年統虎以立花繼承人的身分於11月6日，大友宗麟為了援助被秋月種實、問註所鑑景夾擊的家臣朽網鑑康（朽網宗曆），而受命隨道雪、紹運出陣，兩軍共率5千兵力再次對秋月氏的嘉麻、穗波一帶攻略，當立花高橋軍收到豐後的大友軍將於原鶴一帶迎擊秋月軍後，於回軍途中遭到秋月軍上野四郎兵衛、坂田勘解由左衛門實久以及豐前、筑前國人眾長野、城井、千手、杉約8千騎的追擊，立花高橋軍利用地形於八木山的石坂道的大日寺口埋伏，於大日寺前的潤野原反擊敵軍後又往南追擊至土師村，家臣小野鎮幸、薦野增時、大橋京林、新田鎮實、米多比鎮久、和仁統實、森下重一等奮迅討取3百餘人，兩軍的激戰使立花高橋軍損失3百餘人，秋月軍坂田實久等戰死7百60人，道雪的軍師大橋京林因此在當地建立千人塚。此戰是為潤野原合戰（許多史料因地名相同而常與上述第二次太宰府石坂之戰以及前二次嘉麻・穗波之戰互相混淆造成諸多誤記；秋月方史料則記為八木山合戰。第三次嘉麻・穗波・八木山之戰）。
同年11月12日，立花山城東北方的宗教豪族宗像氏貞，其部分家臣不滿早先將部分領地作為色姬（宗像氏貞之妹色姬為道雪側室）的嫁妝給了立花，趁立花軍一面出戰秋月軍（潤野原之戰），一面以由布惟信、薦野增時、小野鎮幸、立花鎮實、內田鎮家、足立連安、十時連秀、安東連忠等立花家臣8百兵前往運輸兵糧不足的筑前東南邊境的鷹取城時，聯合秋月軍於13日半路偷襲（小金原之戰，立花家稱清水原之戰），此戰中足立連安連斬18人，而惟信之子由布惟次也以鐵砲狙擊敵大將河津盛長（河津修理進）立下大功，但隨後奮戰中身受13處重傷，最後在由布、小野、薦野、內田、十時等立花家臣以背日光於高處下山衝陣等兵法上正確的判斷，宗像方大敗，將領吉田貞辰、石松秀兼等人皆被討取殆盡，而宗像家的背叛觸怒了道雪，兩家之間的同盟因此破裂。
天正10年（1582年）2月，因原田信種聯合秋月種實、宗像氏貞、筑紫廣門於筑前西南邊境的那珂郡岩戶鄉攻落大友方的山田民部丞純規鎮守的砦（猫峠城），並且引起早良郡山門村的鄉士反叛暴動，3月10日道雪率由布惟時、內田鎮家平息暴動於歸路中與原田家臣籠野大炊助在生松原遭遇引發鐵炮戰（第五次生松原之戰），由於勢力眾多一時無法排除，且一方面立花軍在道雪於小金原一事無法息怒之下先於3月16日派小野鎮幸、由布惟信、內田鎮家侵攻宗像許斐岳城周邊的吉原、八並村（西鄉表之戰）作為牽制，4月16日才前往那珂郡岩戶鄉驅逐秋月、原田、宗像的約2千聯軍，此戰立花軍僅1千5百軍力分道雪、由布、小野三隊為本隊進攻，統虎和薦野率5百兵為伏兵，道雪本隊在危急之時因統虎的策略終於擊退原田勢，隨後讓統虎率薦野增時、立花成家、 小野鎮幸、由布惟時、立花統春、佐野統幸、顯孝寺存應共1千騎驅逐正再岩戶一帶的岩門庄久邊野築砦的原田勢武將笠興長3百兵，討取了1百50人並追擊至早良郡。
10月2日，秋月種實又趁隙攻下紹運領地的米之山城，紹運迅速出兵於當日隨即對戰秋月軍奪回了米之山城，道雪、統虎派吉田兼正援助紹運，追擊討取2百餘人。
同年12月22日攻入宗像領地，侵攻宗像家至天正11年（1583年）3月16日的吉原口防戰討取了吉原貞安後又於4月23日攻落宗像家的許斐岳城，氏貞只能退往白山城，遂驅逐了宗像勢力，同時從屬於秋月家的香春岳城・龍德城主杉連並畏懼大友軍而投降。而宗像氏貞之妹，道雪的側室色姬則於隔年3月24日在立花山城中病死。
天正11年（1583年）1月期間，筑紫廣門數次於夜晚派兵侵擾博多區的立花寺一帶，2月4日，道雪以家臣竹原藤內配合紹運以伏兵擊退廣門3百兵，斬獲甚多。2月17日，筑紫廣門又再攻岩屋城，遭寶滿城之軍兵擊退。3月1日筑紫廣門又出兵太宰府，道雪與紹運共同抵禦，立花統春作為先鋒立下一番槍，立花鎮実、安東連忠皆力戰有功，再次擊退筑紫軍勢。4月8日，筑紫軍又潛入筑前那珂郡偷割青麥，立花軍先鋒竹原藤內與之對戰，接應主軍並行夾擊，又再次擊退筑紫軍。
據「石城遺聞」所收「博多某家記」於天正11年12月1日（「筑前志」載於11月11日）島津軍川上忠智率1千5百兵侵攻博多並放火，但遭大友軍擊退。
天正13年（1585年）3月，在養父道雪、實父紹運出兵筑後之時，統虎以18歲之齡僅以千餘兵力守城。秋月種實見立花山城兵少便率8千大軍來攻，統虎對此決定率5百兵力分三隊夜襲秋月軍，原先家臣們皆反對以小軍勢出戰，應當以立花山城之堅固抵擋，但宗茂回答：「如果你們不想去的話也沒有關係，由我自己去擊退敵軍便是。作戰並非是由數量決定勝敗，而是要用出其不意的行動、奇策，如此一來將不會有不勝之事。」於是先以家老米多比鎮久率百餘名兵力繞到秋月軍後方，佯攻秋月家居城古處山城，引誘了秋月軍部分兵力追擊，這時統虎和家老薦野增時率1百50兵力以火計夜襲秋月本陣，造成秋月軍前後混亂，甚至自相殘殺。一方，家老十時連貞也隱兵於森林中率兵從側面突入，鎮久也繞回來夾擊，秋月方大敗損失3百餘人，後種實內通立花家臣櫻井兄弟暗中謀反，然而卻被統虎識破，平定了謀反的兩人，種實見內應失敗而改以小軍勢妨害耕作破壞農田等，但都被統虎逐次擊退，秋月軍遂放棄攻城狼狽退回領地。而此戰後也令原先有丟失城池覺悟的道雪和紹運鬆了一口氣，統虎也受到道雪的稱讚，不過卻受到紹運的斥責。而據《北肥戰誌》統虎更接著出兵筑前西邊，襲擊早良郡一帶之曲淵房助和副島放牛鎮守的飯盛城等龍造寺方的城砦，令週遭敵對勢力感到立花山城雖然道雪不在以及兵少，但仍有足夠實力應付敵勢的錯覺。
7月21日，秋月軍再次進攻立花山城，於城下名子一地（即當年其養父道雪擊敗毛利軍的多多良濱之戰中的長尾一地）對戰，立花家臣井手度之率先衝入敵陣與敵單挑互刺而亡，安東俊信也戰死此役，但統虎仍將秋月軍擊退。8月8日，又以重臣立花家治（大村淡路全長）於豬野表擊退敵軍。9月11日，養父道雪病逝於筑後北野軍陣中。

### 豐臣時代
天正14年（1586年），統虎的君主大友宗麟前往大坂晉見豐臣秀吉，希望豐臣家幫助大友家抵抗島津的攻勢，同時推薦統虎和生父紹運為豐臣家臣，大友筑前的領地因此於此時轉變為豐臣家。
一方，島津軍為了統一九州而侵略肥前、筑前地區，於7月10日以島津忠長、伊集院忠棟等2萬兵力攻下筑紫廣門的勝尾城後，逐漸集結北九州各地豪族、國人的兵力至約5萬，統虎實父紹運於12日在岩屋城僅以763名兵將抵擋了島津聯軍攻勢，使其損傷了4千5百多人以及許多大將，拖延了近兩星期後，於27日終於全軍壯烈犧牲，28日統虎之弟統增鎮守的寶滿城也被迫開城，島津軍在處理筑紫、高橋兩家的人質後於8月1日準備圍攻立花山城，統虎則徹底抗戰，積極的出城使出游擊戰術，於8月1日出其不意攻下了島津軍先前降服的筑紫廣門的勝尾城，吸引島津軍來攻後又於4日放棄勝尾城佯攻高鳥居城，島津軍再追擊時又抄小路繞至島津軍後方奇襲其後方城池，使其拖延至14日才完成對立花山城的包圍，15日抵檔了島津軍第一波的攻勢後，又趁機偷襲島津軍本陣討取百餘人的首級，更令家老內田鎮家使出詐降之計拖延時間，8月18日擊退正在岩戶一帶準備軍糧的原田信種軍勢2千餘兵討取7百人，20日更奇襲島津軍的援軍秋月種長2千兵使其傷亡4百餘人。終於，大友家等到了豐臣秀吉從毛利家派來的援軍，使的島津軍被迫於24日從立花山城撤退，而統虎並沒有等待援軍，隨即率1千5百名兵力追擊島津軍至筑後川討取了數十餘首級，接著兵鋒一轉攻下了星野吉實、星野吉兼的高鳥居城，又以家臣小野茂勝執行火攻，從秋月方守將桑野實勝手中奪回了父親的居城岩屋城接著亦取回寶滿城。10月3日，統虎被秀吉給予「九州之一物」的感狀並被評價為「剛勇鎮西第一，忠義鎮西第一」（その忠義、鎮西一。その剛勇、また鎮西一），這時統虎年僅19歲。
這段期間，擔任「筑前軍事總指揮」掛名統率如毛利輝元、吉川元春、小早川隆景的數萬大軍，協助毛利軍進行北九州的軍事行動。
天正15年（1587年），在豐臣秀吉的九州征伐中，於4月初作為西路先鋒軍先於秀吉本隊南下接連攻落肥後南關、山鹿、小代、隈本、相良、阿蘇、合志竹迫城、赤星菊池郡、有動宇土城、和仁玉名郡等地，當中和仁親實與邊春親行委託統虎提出降伏，統虎於是上呈秀吉，但當時的秀吉因為接連攻陷城池之勢不打算理會和仁及邊春的降服，統虎以：「既然自身答應了對方的請求，若無法達成將有損武士信義之面目，不如將自身殺了。」迫使秀吉答應此事。
之後再度為先鋒進軍薩摩，於4月27日攻落島津忠辰的出水城，又南下至川内擊退島津忠長，並救出被捕為人質的弟弟高橋統增夫婦，5月8日，島津義久因日向根白坂之戰戰敗而前往川内泰平寺正式降伏於秀吉，宗茂代秀吉前往伊集院、祁答院、入來院接收人質，後又率先進軍大口城包圍仍不降的島津重臣新納忠元，迫使其投降，九州終於平定。戰後於6月25日，秀吉因功給予筑後柳川8萬石（後於天正18年到19年間的檢地結果補正為9萬8百87石）的領地，從大友氏獨立出來成為直屬大名。
同年8月7日，在宗茂的通知下秀吉知曉了佐佐成政移封後的肥後發生大規模的國人一揆動亂，9月5日，因其勢力猖狂決定動用九州各大名的兵力鎮壓，以筑前久留米小早川秀包為總大將，肥前鍋島直茂、龍造寺政家、筑後立花宗茂、高橋統增、筑紫廣門，甚至毛利家的安國寺惠瓊也加入討伐。
9月下旬，宗茂起初率1千2百兵力（包含其弟高橋統增3百兵力；一說合立花家與力的三池軍則達至2千8百、3千）南下救援兵糧不足而被一揆方的敵將有動兼元包圍在平山東・西付城的佐佐成政軍，由於先前鍋島、安國寺惠瓊軍皆救援失敗，宗茂收集情報檢討了鍋島、安國寺兩軍皆是軍隊在前輜重在後，遭到埋伏於竹林中的敵將大津山出羽守襲擊後方以致失敗之故，令軍兵間穿插輜重隊，將兵、軍馬也配備救援物資以及兵糧彈藥，組成了互相支援、確保輜重的軍勢，並以小野鎮幸率一隊於夜中早一步潛入竹林反埋伏，另外以輜重隊引誘出大津山的軍勢時以弓、鐵砲進行背後奇襲，後分三隊反轉回攻其城砦南關城（藟嶽城），十時甚右衛門連久與中島六郎兵衛討捕了大津山出羽守，一方面則趁隙以第二隊輸送兵糧，前往大原口一帶的平山東・西付城，此時該城遭到隈部親永的大將有動兼元的包圍，宗茂率第一隊3百人以弟弟統增及米多比鎮久使用騎馬鐵砲作先制攻擊支開隈部軍後，第二隊便趁隙運送兵糧，運完後加入戰鬥從側面攻擊持續往北攻向隈部軍的山鹿郡城村城（有働城），城外的隈部分隊來援後第一、二隊又退後引誘，此時第三隊又進行兵糧運輸，完成了救援佐佐成政的任務，立花軍因此退往背後的山間，又以長槍隊引誘出城村城中的有動志摩、有動左京等率軍追擊越過大原口至永野原，有動兼元雖看出是陷阱要求其子有動志摩回軍卻為時已晚，此時立花軍又一舉反轉進攻討取有動志摩，隈部軍遂崩壞退散（傳聞這一系列戰事中，宗茂運用了騎馬鐵砲和車懸，被稱為「火車懸」的戰術。）
立花軍進入平山城後，隨即遭到一揆聯軍隈部家的有動兼元及邊春親行、和仁親實、大津山家稜共3千兵力的包圍，並且兼元分三隊在主要道路埋伏，宗茂對此利用先前雇用來運送兵糧的人夫30人，先讓他們離城並放出：「立花軍因敵勢眾，等到明日肥後佐佐援軍來援才會出城。」的假情報，令有動聯軍鬆懈後分三隊，以由布惟信為先鋒隊3百兵奇襲使聯軍其中二隊總崩並突破至肥後三加和的平野立尾一地，此時在山嶺上的聯軍以鐵砲從兩旁攻擊宗茂自率的5百本隊，再次突破後，和仁、邊春、大津山三將已從中、左、右三方待伏，有動軍也從後方逼近形成夾擊，此時宗茂本隊進退不能與聯軍鏖戰，聯軍中有動家臣如戶上大里之助、鹿子木親俊、福島杢之助及其郎黨30餘名，以及大津山家臣大和豐前守率部眾20騎、有動兼元親族有動下總守及隨從等80騎，皆因宗茂顯目的軍裝爭相來討，立花方內田鎮家、立花統春、十時連貞、十時惟道、十時源兵衛、安東幸貞、安東範久、森下釣雲、原尻鎮清、森下規寬、後藤虎種等20餘將也相應前往拔刀對決，兩方各將領遂進入肉搏亂戰的狀態，此時宗茂單手持大長刀於馬上接連斬殺7人，突然敵將有動下總守以槍刺擊宗茂左腕，宗茂順勢借力使力摑住長槍將有動下總守拉至自己的馬鞍上將之討取，此舉遂形勢逆轉，立花先鋒隊由布惟信、十時惟由突破正面的和仁軍後回軍，第三隊也在小野鎮幸率領下來援，形成反將聯軍包圍的態勢，宗茂本隊遂奮勇突破，聯軍潰敗。
之後立花軍突然改變方向沿著街道攻落一揆方的出城，俘虜了人質並將其示於城上、自軍前，一揆方因親友被俘無法攻擊，立花軍遂以此瞬間攻落7處城、砦，最後於傍晚時分到達南關城近鄰的太田黑城（神尾城），因大知越前守的軍勢在此處待伏，且道路狹隘，宗茂將軍勢帶往左側的森林中，儘量拉開至城方弓箭射不到的地點，引誘右側的城方5百兵出城後，以小野鎮幸、十時連貞3百兵反轉軍勢迎擊，並且由布惟信率郎黨20餘人越過堀、木柵立下一番乘殺至二之丸，大知越前守率50騎迎戰，最終池邊永晟討取了大知越前守，立花軍遂越過肥後南關至筑後北關終於得以回軍柳川。結果宗茂在此戰事創下了一日連戰13場，攻下7個敵砦，討取敵兵650餘人的輝煌戰績。之後又和九州各大名包圍和仁三兄弟的田中城，城中除了和仁親實、親範、親宗外還有其妹婿邊春親行共9百餘人，在小早川秀包為總大將的情況下，秀包以二重之柵將城池包圍，約二個月後邊春親行因為安國寺惠瓊的謀略而謀反，12月5日遂攻下田中城，並且在此戰中，立花宗茂和小早川秀包合力殺退號稱人鬼的猛將和仁親宗，自身更討取其一族之和仁中務少輔。然而由於先前在九州征伐時期，和仁氏曾委託立花家降伏於豐臣，有過信賴關係，宗茂在此戰後保護了和仁兄弟中的次男和仁統實，並令他成為家臣小野鎮幸的義弟，保住了和仁氏的血脈。
隨後宗茂和佐佐成政、安國寺惠瓊等於12月26日攻下了隈部親永的城村城，隈部一族與家臣150人暫時為宗茂所收容，於隔年被豐臣秀吉下令處死，宗茂為了隈部一族的武士名譽，於5月27日在柳川城的「黑門」挑選手下12人與隈部一族12人（一說隈部方是精銳20人）單挑，被稱為「黑門放討」。結果隈部方自親永以下全員光榮戰死，擔任監察役的淺野長政目睹過程後在震驚之餘當場佩服其氣慨，而秀吉聽聞宗茂的做法，便說："真不愧是立花"（さすがは立花である）。
並且在這時期因為和小早川秀包時常擔任先鋒的緣故，宗茂認小早川隆景為義父，和小早川秀包結為義兄弟，並和秀包一同受領羽柴姓、從四位下侍從的官位，人稱「羽柴柳河侍從」並賜姓豐臣，成為第一批秀吉的譜代衆。天正18年（1590年）參加由秀吉響應的小田原征伐，2月1日秀吉在一次大會中於諸大名的面前稱讚「東有本多忠勝為天下無双的大將，西有立花統虎為天下無双的大將，為東西一雙的名將」（東に本多忠勝という天下無双の大将がいるように、西には立花統虎という天下無双の大将がいる）。後於岩櫬，江戶地區參陣。

#### 參加文禄之役
文祿元年（1592年）負擔2千5百人的軍役參加了文禄之役。和小早川隆景、小早川秀包、筑紫廣門、實弟高橋統增等一起組成第六大隊，負責攻略朝鮮西南方的全羅道。宗茂於出戰前製作約4~5百個以上的金箔押桃型兜給兵將佩帶，此種兜可說是立花家的一項招牌，並且甲冑具足等軍裝多有金色裝飾，可謂金備隊（金甲兵）。
宗茂於6月進軍到了漢陽（即今日的首爾），於南大門佈陣，此時漢城西北20公里處有朝鮮軍。約7千人建築山寨阻止日軍行進，蜂須賀家政和有馬晴信等將皆受到敵方弓箭隊的攻擊，宇喜多秀家急令宗茂前往驅逐，在此宗茂於6月26日前往偵查，得知山寨附近茅草繁茂地勢不平且多岩石，不利乘馬行動。當晚宗茂決定派人夫先行刈草，此舉於翌日引起敵軍懷疑，晚上又再度刈草，並將千餘人分三隊潛伏，結果引誘出山寨中的朝鮮軍2~3千人，宗茂命令自軍靜待敵軍深入後再出擊包圍，朝鮮軍頓時混亂撤退，後聯合寨中兵力三度反擊，此時立花家侍大將立花成家、由布惟次率隊討取3百餘人，之後宗茂將山寨周圍的各處屋敷點火，配合風勢助長大火並利用煙燻出寨中的朝鮮軍，追擊討取7百餘人。
之後宗茂等第六大隊面對全羅道的朝鮮義軍，於7月9日第一次錦山之戰，援護小早川隆景擊滅了高敬命。8月9日於梁丹山擊滅再度攻來的南平縣監韓楯5百兵，18日第二次錦山之戰又再次援護隆景擊滅趙憲、僧將靈圭以及海南縣監邊應井等朝鮮軍。在這之間於7月16日第一次平壤之戰也傳聞與黑田長政、大友義統北上支援小西行長擊破明軍祖承訓、史儒。之後宗茂維持了全羅道入口的錦山、茂朱等據點，隨後又北上京城參與軍議，於12月改往駐守平壤南方的牛峰。
文祿2年（1593年）1月2日小西行長於第三次平壤之戰遭到明軍的猛烈攻勢而慘遭大敗，日軍各部匆忙援救小西軍並由北部南撤至京城，此時宗茂駐軍於平壤南方的牛峰，於1月10日北上救援小西軍的行動中和其弟統增共3千兵一起在龍泉山城外配合城將黑田二十四騎之一的小河信章（小川傳右衛門）的鐵砲攻勢，宗茂和統增分兵五隊潛伏，敵軍因而混亂撤退，此戰立花、黑田家稱為龍泉（城）之戰。
同年1月25日於碧蹄館之戰前夕，明、朝聯軍偵查隊查大受、高彥伯與日軍偵查隊加藤光泰、前野長康所部遭遇，日方損失60餘人撤退回報明軍進逼的消息，日軍陷入籠城或出戰的議論中，這時小早川隆景讚美「立花家的3千士兵足以抵擋他家敵軍1萬」（立花家の３千は他家の１万に匹敵する。太閤殿下もそうされるだろう）激勵各軍出戰。因此於26日，宗茂與其弟統增做為先鋒隊一號隊以3千兵力於清晨時分，早於其他日軍率先獨軍北上，於碧蹄館南方的礪石嶺派出家臣十時惟由、森下釣雲進行偵查後，依池邊永晟之提議將自軍分三隊，面對明軍先鋒隊查大受的軍勢以十時惟道、內田統續等率5百兵為前鋒，使出「示弱之計」引誘敵軍進攻包圍，並以鐵砲集體速射、投槍乘入戰法、側面奇襲，將明、朝鮮數千聯軍逼往北方至碧蹄館，期間甚至在敵軍面前果敢的食用午飯；午後在小早川隆景等日軍的集結後再度開戰，此時面對其他將領如毛利軍和宇喜多軍相爭為先鋒的請求，宗茂答應並對家臣說：「不管哪一軍的勝利都是日本的勝利，不需要爭這種虛名。」。隨後移陣隱兵於明軍右翼的山上，見機出戰先命部將立花成家率鐵砲隊速射三回後，以「示強之計」突然立出多數軍旗並擊鳴戰鼓，全軍舉起長槍拔刀反射日光令敵兵敝目，一舉斬入突擊進至明軍本陣處，完成小早川隆景的包圍戰術，和突擊明軍左翼的小早川秀包、伏擊出戰的宇喜多名將戶川達安一同逼退明軍。
此戰宗茂於午後的作戰中再度出其不意從左方奇襲明軍右翼，從山丘上如飛將般衝進敵陣，兩手各持長刀長槍單騎連斬15人，全軍斬獲數千首級，戰後秀吉給予感狀，褒稱宗茂為"日本無雙的勇將"（日本無双の勇将たるべし），加藤清正當時於安邊府聽聞戰況之際也曾說「先鋒必定是立花宗茂」，亦收到日軍諸將讚賞、祝賀的書信。此戰立花軍於二次突擊中，侍大將十時惟道，一族之旗本武士戶次鎮林、旗奉行池邊永晟、金甲隊先鋒隊長小野成幸及安東常久、與力眾小串成重及小野久八郎戰死，包含雜兵損失近500兵力。
同年6月，日軍計劃再次攻擊晉州城，然而城北方的星州一帶有明軍劉綖以及周邊其餘明軍共約3萬餘分散駐屯於各地，且宜寧一帶有朝鮮軍金命元等率領5萬餘集結，13日朝鮮軍前往晉州城東方的咸安為援軍打算攔截日軍，宇喜多秀家得知後於軍議中接受了宗茂和小早川秀包的自告奮勇，令二人率4千兵力於13日前往咸安偵查，宗茂以2百疑兵做偽退誘敵引誘敵軍，敵軍極度警戒並且陣勢堅固無法夜襲，14日早朝更加退後軍勢時終於引出朝鮮軍7~8千騎，宗茂和秀包將軍隊分5隊伏擊破之，後朝鮮軍第二陣1萬七7~8千人到來，秀包先率千餘人做先制攻擊後和宗茂8百餘人輪留上陣作波狀攻擊，此時家臣森下釣雲和其弟森下規寬持長刀率所部奮迅斬入敵軍陣中，鼓舞了立花將士，立花軍第二陣小野鎮幸和丹親次又突擊敵軍，在森下規寬奮勇戰死後，立花軍以小野鎮幸、森下釣雲為先陣、宗茂和其弟高橋統增為後陣，聯合小早川秀包軍合作縱橫於敵軍第二陣中將之擊退，遂使朝鮮軍出走咸安城退守鼎岩津後無心再戰於15日撤退往全羅道的全州，部分朝鮮軍以金千鎰為首等7千兵力逃往晉州城。
日軍因此得以從昌原、金海發兵陸續往西通過咸安、宜寧等地至晉州城，然而雖於29日攻下金千鎰、黃進、徐禮元等朝鮮7千兵力和5萬3千難民所防守之晉州城，並於7月5日~7日進擊全羅道求禮、谷城，但因南原城難以攻略而於9日撤退，晉州城也在此後因日軍改往南部沿岸築城而進行破棄。
後同年9月2日，做為小早川秀包軍先鋒的問註所統景、問註所正白兄弟於晉州城西南方20餘里的河東郡攻略朝鮮牧使所防守的城池時遭遇明將劉綖來援，兄弟與之奮戰激鬥仍不敵先後戰死損失數百人，立花宗茂為援救小早川軍而前往與劉綖軍對戰，劉綖軍不敵敗退往晉州城。
文祿3年至4年（1594年~1595年）由於明、日處於議和階段，宗茂和小早川隆景等第六大隊於朝鮮釜山南部建築城池，是為龜浦倭城。宗茂因為小早川隆景途中回國養病，因此負責了後半的建築工事，並且接應軍糧的輸送。1595年回日本，伴隨著領地異動以及朝鮮戰功加增了約4萬石的俸祿，隨後於「文祿檢地」中測得柳川藩為15萬石，但經過重複計算最終測出為13萬2千83石，負擔軍役人數比之前倍增到5千人。
慶長元年（1596年）受領秀吉賞賜的京都聚樂第中一棟豪華的住所，與妻誾千代共同前往居住，但不久後在秀吉擔心宗茂無繼承人的情況下以細川忠興引薦了矢島秀行（傳足利義昭過繼給近江矢島氏之子）之女八千子為側室，更提拔八千子之弟矢島重成為立花家老，誾千代為此憤慨因而和宗茂分居，移往柳川城南方邊境的宮永居館。

#### 參加慶長之役
慶長2年（1597年）2月21日再次出征朝鮮的部署書狀中，最初預計讓宗茂以5千兵力鎮守安骨浦城，並和小早川秀包擔任小早川秀秋於戰事前期的輔佐役，與弟弟統增、筑紫廣門4人於3月28日的秀吉命令書狀中加入釜山的守備。7月14日與部分重臣從對馬島出發經過唐島(巨濟島)再次踏上朝鮮土地。9月16日，日軍諸將於井邑軍議中決定讓毛利勝信接替宗茂駐守釜山，宗茂預定移往島津、鍋島駐守城之間的某一城(尚未決定) ，推測暫時分兵駐守安骨浦城、南海。
12月22日，加藤清正被明軍包圍在蔚山城（第一次蔚山城之戰），戰鬥期間中一部分明、朝鮮軍趁日軍大部離開釜山本陣援救蔚山之際，打算偷襲釜山而進軍至般丹一地。宗茂接到宇喜多秀家的急令而從救援蔚山城的部隊中選出精銳8百人，此戰在嚴寒雨天以及視線不佳的情況下進軍，曾有家臣泣言：「如此濕冷、視界不良，還是等白天再出發吧。」宗茂卻說：「少兵才可能在夜中勝戰，若是讓敵人知道我軍勢少將無勝機。」；宗茂在午夜到達般丹後進行偵查，掌握了風向發動火計並將8百人分3隊，自率3百人再下風處夜襲包夾明軍，斬首7百餘俘虜1千6百餘人，是為般丹之戰。後宗茂比救援蔚山城的日本諸軍遲了兩日從釜山浦出發，翌年1月2日未明到達西生浦城與眾將合流參加軍議。4日，宗茂做為應援隊在吉川廣家一馬當先突入明軍之後從側面進行突入追擊，與黑田長政、小早川等日本諸將一同擊退了明、朝鮮軍。
慶長3年（1598年）3月13日、18日的秀吉命令書狀中，確定宗茂、小早川秀包、筑紫廣門、高橋統增4人正式進駐固城守備，8月25日秀吉又調動部署，小西行長、島津義弘、加藤清正、毛利勝信、立花宗茂、高橋統增、黑田長政、鍋島直茂等轉進守備釜山。小早川秀包、筑紫廣門、寺澤正成則於對馬豊崎戒備。
明朝廷方面，叫回攻略蔚山城失敗的楊鎬，新增兵力給於劉綖、邢玠並調派水陸約15萬軍力進朝鮮，9月以麻貴為東路攻蔚山、劉綖為西路攻順天、董一元為中路攻泗川、陳璘為水路四軍各號稱5萬的軍勢南下進攻。這時因為五奉行等重要軍監回日本處裡政務，剩餘的日軍集結在釜山的會議中無法決定如何抗敵，並且互相忌妒戰功，在如此情況下，宗茂說了：「一日拖過一日城池被攻陷將是早晚之事，若是將日軍最右翼的蔚山城保住，那麼泗川之敵兵也會因此有壓力而無法專注攻城，將這二處控制住的話，那麼順天之敵自然也將退兵。我立花軍願當此趨敵之軍。」此時身為日軍總大將的小早川秀秋聽後說了：「蔚山的援軍由立花擔任是良策阿，即使失敗損失僅3千的立花軍，對我軍來說也是無關痛癢。」宗茂也清楚秀秋說話不懂事故因此並無怒言，而是準備出兵。
9月21日明將麻貴率明朝鮮聯軍2萬9千5百人由慶州出發，22日將加藤清正7千兵力圍困在蔚山城。立花軍從釜山出發沿路偵查進擊至離蔚山西南方數十公里處的元濆，此時有如孫子兵法「難之如陰」一般，乘著早朝的濃霧，宗茂果敢的率1千人分二隊對戰明軍先陣的5千人，自身先率5百人做先制攻擊再以後陣5百人用鐵炮擴展攻勢，斬首7百餘，追擊之時，家老小野鎮幸問：「我軍寡勢若深追可能危險，該如何？」宗茂回答：「若不追可能被識破我軍勢少而反遭包圍，我們只要讓敵軍亂了步伐，追擊至前方的森林即可。」，後令將兵休息搭起陣營，將抓到的四十餘名俘虜解放散播假情報回去，此時家臣不明而問：「如此敵方不就知曉我方兵少？」宗茂答：「這是計略，讓敵軍知道我軍數少必定來攻，那時便可設伏將之痛擊。」因此於半夜起營火設假營故意讓明軍夜襲，並看破明軍的長蛇陣，將自軍1千兵以2百分5隊隱兵於兩側，以暗號密語確認自軍，待敵軍深入後，以「動如雷震」之氣勢使伏兵盡出並用分斷包圍、游擊戰術擊退敵軍1萬人，斬首5百餘。26日清晨進軍至全澄。後在樹林中豎立噓旗示威，麻貴見到自軍與之交戰二次皆敗的金兜立花軍勢且不明其兵數，為防前後夾擊而逐次撤退，但加藤清正見明軍突然撤退於是率5千軍力追擊再破明軍，而後清正知道原來有立花軍的來援且僅1千人後，便當面讚美宗茂為"日本軍第一勇將"。
最後於日軍撤退時，在宗茂的號召下，一方面於固城集結弟弟高橋統增、小早川秀包、筑紫廣門、寺澤廣高等共7千兵力，先是前往受敵海軍包圍的泗川倭城外海，由宗茂的軍船為島津軍突破一處包圍後，島津義弘亦出海突破另一方的包圍，一方面連絡到宗義智共同集結軍勢，1萬1千日軍分乘軍船5百艘隨立花軍援救被海陸圍困在順天城的小西行長，途中於露梁海戰和明、朝鮮水軍的李舜臣、陳璘等激戰。
日軍此戰成功令小西行長脫圍，此時立花軍擔任日軍殿後，使主力軍艦退回釜山，並且援護其他日軍先回國。
據島津家臣川上久國所著《泗川御在陣記》載，此戰宗茂將立花、高橋軍之船艦繫於南海島，晚間配置水手於櫓、屋倉留意敵軍，果於夜明之時最先查知明、朝鮮水軍來襲而進入交戰，此戰立花軍將靠近的敵船兵投往己方的船斬殺，故立花軍幾近無人傷亡，又相對於高橋統增的軍兵往返於敵船，島津家的士兵少有能回到友軍的兵船，戰死負傷者眾多，戰後宗茂獲得朝鮮船60艘，並將其利用助日軍回國。
最後宗茂於年底11月26日才和小早川秀包共同突破明、朝鮮軍的海上封鎖為最後回日本的軍隊。

### 關原時期
慶長5年（1600年）關原之戰時，宗茂拒絕了德川家康的戰後給予50萬石的勸誘，只為了報秀吉的恩情而率4千兵力加入西軍。關原開戰前夕，原為西軍的近江大津城主京極高次突然率3千士兵叛變籠城，主將石田三成命令毛利元康、宗義智、垣屋恒總、宮部長房、增田長盛及豐臣黃母衣眾郡宗保等餘9月7日率先前往大津城，然而元康從9日開始至11日的攻勢受到頓挫，因而調派毛利秀包（小早川秀包）、筑紫廣門等和宗茂一同前往攻擊，共1萬5千兵力包圍了大津城。
9月11日晚至12日凌晨，宗茂預知敵軍的夜襲，無損一兵一卒將其擊退，家臣十時連貞還捕擄了敵將丸毛萬五郎、箕浦備後、三田村安右衛門三人。12日，攻城諸將於軍議得出結論，對於兵糧彈藥皆充足的大津城，不宜長期包圍而適合速攻，開始進行填埋大津城的外壕。宗茂則分兵1千佈陣於城東的濱町口，發揮了養父道雪的發明「早合」，將火藥和彈丸混合塞入竹筒準備數份，省略了填彈步驟，使的立花軍的鐵砲能比他家的鉄砲隊使出3倍速以上的銃擊，配合挖堀現代戰壕土壘讓士兵在其中互相援助填彈、擺設竹束以抵擋城方的鐵砲攻勢，其猛烈攻勢甚至令城方關閉了射擊口。
13日，西軍完成了大津城外濠的填埋，宗茂的家臣立花成家、內田統續等進行破城及攀越城壁、由布惟貞率先殺入城中立下一番乘的戰功，接著中江新八、清田正成等亦跟上斬敵攻陷三之丸，至黃昏又攻陷二之丸；另一方面立花軍在長等山配置大筒對城內進行猛烈的砲擊，使城方的京極軍感到難以防禦。
9月14日，毛利元康請來高野山的木食應其上人及新庄直忠做為使者勸降京極高次，然而高次依然擺出徹底抗戰的態度，於是宗茂親自書寫保證其性命的書狀，並讓家臣世戶口政真以矢文射中大津城中的高次馬印，高次通過了書狀內容了解到宗茂的誠意，加上周圍勸說之下終於同意投降。宗茂讓一族之立花政辰前往大津城做為人質，翌15日早上高次出城進入園城寺剃髮，被送至高野山出家。
可是宗茂接管大津城的同日，西軍卻也在關原戰敗，遂放棄了大津城。撤退期間遇到西軍殘兵正打算燒毀通往京都和美濃交通要道的瀨田唐橋，企圖延緩東軍的進軍速度，然而宗茂卻止住了這樣的做法，說了：「這座橋是為交通要道，不僅是軍隊連對人民而言也是重要的道路，燒毀了豈不連人民也受苦！？我軍即使不燒毀這座橋仍有伏見城的守備能拖緩敵軍！」
撤退到大坂城後，宗茂對毛利輝元提出在大阪籠城對抗東軍的計畫，可是輝元卻已答應家康的勸降而拒絕，宗茂憤而領軍回柳川。途中遇到有如殺父仇人的島津軍只餘約80人一同等待乘船，立花家臣有人提議不如趁機報殺父之仇，然而宗茂卻斥責說「趁其不備而討殺乃是武家之恥！」，並對島津義弘聲明「你我兩軍現在都是豐臣軍，我不會計較以前的仇恨，請安心登船吧！」義弘則向宗茂提出一同前往薩摩抵抗東軍的提議，但是宗茂卻回答：「放棄自身城池，前往他人的領地作戰在立花家訓是不允許的。」義弘因此由衷佩服宗茂，並且回領地後派出重臣新納忠元率一萬兵力往柳川為援軍（但是柳川開城3日後才到達）。
10月，宗茂回歸柳川後隨即遭到途中叛變到東軍的鍋島直茂3萬2千大軍的侵攻，而黑田孝高（黑田如水）也在一旁打算坐收漁翁之利。領地遭到侵入而不還擊是武士的恥辱，但是天下大勢已趨向家康，親自出陣對抗的行為等於不服家康，實為不智之舉，因此宗茂為了武家的意地以及對家康表示臣服，自己只坐鎮在城中運籌帷幄，指揮1萬3千的兵力，在柳川領地周邊的城砦和河口配置了堅固的防衛線，並命家老小野鎮幸為總大將率家臣團出戰，於15日派出小數部隊驅逐部分鍋島軍先取得的了局地戰小勝。
19日，立花成家率2百輕兵出柳川前往其領地城島城進行偵查，遭遇鍋島軍的先鋒3千軍勢，在距離十町的地方發放鐵砲，鍋島軍措手不及被擊殺27人，成家遂退兵，後前往水田口防備、觀察黑田如水軍的動向。同日鎮幸率3千餘兵力往北前往江上村，嘗試放出輕兵引誘鍋島軍開戰，但鍋島軍並未應戰，直至日落小野撤退。20日鎮幸僅以1千3百兵力於江上八院一帶對陣3倍於己的鍋島軍先鋒隊約3到5千兵力，雖然鎮幸的與力松隈小源誤傳軍令，使立花軍先鋒激昂擅自開戰，仍然衝破鍋島先鋒軍12段軍陣中的9段至鍋島本陣五反田，然而以立花統次為始，為了救援以必死之勢突擊的先鋒安東範久、石松政之而率第二陣斷後的立花鎮實和其次男立花親雄（善次郎‧17歲）、新田鎮實、第三陣的年輕武者十時惟久（新五郎‧16歲）、安東幸貞因部分後陣的友軍矢島重成、千手喜雲未能接著出戰支援皆陸續戰死，鍋島軍則發生先鋒鍋島茂賢命危，返回先鋒軍本陣五反田才得以收拾軍勢的情況，可說是軍勢大亂憑人數優勢作戰。雖然鍋島軍包圍鎮幸的本陣，但在鎮幸拼死奮戰下不致被殲滅，最後本在戰場西方監視黑田軍動向的立花成家率3百兵力側面奇襲混亂了鍋島軍，一方面掩護鎮幸使立花軍不致於潰走。
結果立花方損失3百餘人，鍋島軍縱使數倍於立花軍仍付出2百餘人的犧牲者，因此畏懼精強的立花軍而不敢再近逼柳川城。
21日宗茂派出十時惟種、清水連元、足達勝右衛門等應戰從柳川北方的支城蒲池城來的鍋島軍之挑戰，斬獲數人。
之後因為黑田孝高、加藤清正率軍加入柳川城的包圍而轉為籠城，且宗茂受到好友加藤清正的說降，在與重臣連番考慮下，宗茂因為顧慮到柳川領民的安全，終於開城交出城池。

### 江戶時代
關原之戰後宗茂被改易成了浪人。面對欣賞宗茂器量的加藤清正和前田利長的仕官勸誘，都被宗茂拒絕了。宗茂受加藤清正的好意於肥後玉名郡高瀨的清源寺當了一陣子的食客後於慶長6年（1601年）7月入秋後帶著家臣共約20人前往京都，於翌年3月到達妙心寺依附立花道雪義子戶次茂庵所認識的吳服商富士谷紹務並暫住於大德寺大慈院，慶長8年（1603年）秋離開京都於12月到達江戶，本多忠勝因當年共受豐臣秀吉讚賞之故，安排其暫居高田寶祥寺。
終於對其才能感到可惜的德川家康於慶長9年﹝1604年﹞2月透過本多忠勝招喚宗茂，於7月25日揭見家康受任將軍幕府的御書院大番頭(將軍的親衛隊長)領5千石，慶長11年（1606年）1月3日家康打算給宗茂陸奧棚倉的領地，但因將軍之位已讓於德川秀忠，因此於9月上旬宗茂會見秀忠後，於11月11日正式給予陸奥棚倉1萬石復歸大名身分，更於慶長15年（1610年）7月25日加增至3萬石。
家康極其畏敬、賞讚宗茂，曾於二条城上洛之際，與本多正信對話時說了；真是能與武田信玄、上杉謙信、織田信長等名將比肩啊。正信詢問家康是對誰如此褒讚，家康便回答是如今天下聞名的立花宗茂。「信玄、謙信、信長等の名だたる武将と比肩して。家康公の仰に、天下に隠れなき立花宗茂が事よと宣ふ。」（翁物語）
大坂之役的時候家康因擔憂宗茂的武勇智謀和統率能力會為豐臣家效力而盡力的勸說宗茂，宗茂並在大阪冬之陣於大阪城西北的天滿川濱筋口參陣，大阪夏之陣更成為德川秀忠的軍事顧問和旗本大將，預言應驗了秀忠不聽建議，率軍獨斷的突出將會遭到豐臣方大野治房突襲，還預言中了豐臣秀賴並不會親自出馬作戰的戰況；後隨本多正純等人參與天王寺口抵擋突破德川軍數陣的毛利勝永的攻擊。
因這些功勞於元和6年（1620年）11月27日奇蹟似地得以回歸舊領筑後柳川藩，獲得11萬9千6百石，完成了復歸柳川大名的心願，不同於丹羽長重等僅是回復大名的身分，是日本史上唯一領地改易後還能回復舊領地的人。
晚年也擔任第三代將軍德川家光的相伴眾，為其說明戰國的物語故事，而德川家光也讚美宗茂為「真正的武人」。
寛永14年（1637年）爆發島原之亂，宗茂在戰事後期被任命前往輔佐總大將松平信綱，負責戰略面的指揮，預言了敵兵偷襲奪糧的行動並做出預備措施，並且於有馬城（原城）攻城時展現了昔日的勇姿，參陣的諸大名以「武神再臨」讚嘆當時的宗茂。

### 逝世、死後
寛永19年（1642年）於江戶下屋敷因胃病死去，享壽76歳，法名「大円院殿松陰宗茂大居士」葬於江戶下谷廣德寺，之後移葬柳川藩福嚴寺。
天明年間和養父道雪、妻誾千代一起被後代祀奉在柳川境內的三柱神社，文政3（1820年）6月8日年受贈神号「松陰靈神」。作為武神軍神、水利・干拓・開田・郷土繁榮・蘇生之守護神，其寺社以其過往功績也被認為是祈願必勝・就職・二度就業・復活之神社而受人們崇敬。

## 才能

### 內政
宗茂在領受柳川13萬2千石後，以五位重臣分配鎮守柳川城南北的支城，分別為小野鎮幸領蒲池城、薦野增時領城島城、由布惟信領酒見城、米多比鎮久領鷹尾城、立花鑑貞領安武城（後改領松延城），另有城島城支城海津城由增時之子立花成家、松延城支城今古賀城由鑑貞之兄立花鎮實鎮守，安置了堅固的領地防衛線。從1587年到1600年之間進行基本的檢地外，將已經沒有戰略用處的砦和地侍的居館拆除轉為田地，將荒野開拓開墾，也從事柳川城池的基本修建以及水堀河道的基本改建規劃，並修建橋樑，柳川領地內有名的欄杆橋「疑寶珠」便是在當時完成。
期間也對柳川附近令人民苦惱已久的水患問題做出整治，柳川週邊的矢部川以及其支流於此時因宗茂的治水工程而有了基礎，並連帶拓展農業開墾地以及漁業發展地，宗茂更在朝鮮回國期間帶回朝鮮松木二十株種植在矢部川沿岸，被稱為「朝鮮松原」達到鞏固河道之用，亦帶回朝鮮人蔘幼苗株栽培種植，並將能食稻草害蟲的「朝鮮烏鴉」帶回領地野放，如今已成保育類動物。另外還傳回朝鮮舞蹈「獅子舞」以及帶回朝鮮陶工，在柳川當地發展成「男之子燒」現今也都是當地重要的文化資產。
然而這段期間因為出兵朝鮮而無法得到全面的整治，立花家改易後，便由田中吉政接手繼續柳川的規劃，而在田中家時代完成整治的矢部川支流之一的「花宗川」也因為是宗茂整治有力而如此命名以表宗茂的功績。而宗茂也在領內興建、重建、維護寺廟，如愛宕社、梅岳寺、真教寺、紹運寺、良清寺、光照寺、西琳寺、光國寺以及祇園社等等，實施典型的宗教支配手法。
1600年關原末期，宗茂在接受好友加藤清正的勸告打算開城時，原本應該因為不用戰爭而高興的柳川領民和農民卻對宗茂上訴，說了:「我們人民相比武士的忠義是決對不差的，如今人數沒有不足，並且奉上糧食來當軍糧，我們懇切的希望不要那麼早投降!」宗茂則回答：「各位的心意我了解了，但是這次的開城都是為了各位的家業和生存，就算此地換了城主，也請各位努力、振興產業。」領民聽完後皆哭著護送宗茂等人離去。
並且，宗茂在決定往江戶上洛時，因為無法帶太多家臣同行，被留下的家臣都淚流滿面，宗茂離開後更被領地的人民懷念，據說在田中吉政於柳川掌權的時代，曾有領民因過度推崇宗茂而遭到吉政處死。
1620年回封柳川後至島原之亂前，宗茂曾經實施無賦稅的領地統治方式，完全將節儉的行為以身作責來勉勵藩士，柳川領民也因為無賦稅的善政而讚揚宗茂，間接回復了柳川領民的貧富差距。此外，初回封柳川之時，黑田長政至柳川祝賀，親眼目睹當地人民對宗茂的愛戴，甚至於宗茂柳川改易後出生的小孩，都對宗茂的事績極為清楚。
1596年曾有日源上人於筑後溝口一處製造和紙並為當地興盛的行業，宗茂於1620年回封柳川之時，將90戶的居家製紙處移往領地中的山中、唐尾集中生產，成為了全國有名的和紙製造地而更加昌盛，同時整修位於筑後和肥後邊境，瀨高町的廣瀨堰，以北東到南西向建造了「廣瀨水路」，並配分往瀨高水田成為其重要的灌溉水脈。
江戶初期宗茂也先後參與大阪城、江戶城的大規模改修普請，以「總奉行」、「下奉行」分配家臣職務，期間對於建材、石材、米糧、金錢的調達和處理也展現了高明的手腕。
另外柳川藩也因宗茂而呈現尚武的藩風，到了幕末時期有著「東有會津，西有柳川」為槍術最為興盛的兩大藩的傳聞，皆是因為初代藩主的性格所致。

### 外交
曾於文祿四年（1595年）侵朝停戰回國期間，因為領地柳川極度缺乏米糧，對於當時負責筑前、筑後檢地並徵收軍用米的小早川秀秋家臣山口玄蕃助超收領地軍糧並意圖間接擴大領地的行為大為憤慨，認為自軍在朝鮮艱苦奮戰，回國後卻無法讓家臣食飯飽餐感到不滿，於10月16日和弟統增、妻誾千代前往伏見城對五奉行之一的長束正家提出意見，得到了正家的同情並通知山口正弘歸還米糧；期間的誤會解釋以及牽扯到小早川隆景的隱居和秀秋的領地襲封，並且還有朝鮮作戰的論功行賞，領地加增問題等等，為了避免衝突，宗茂與小早川隆景間接以安國寺惠瓊做調停，解決了事件，事後也間接提升了宗茂於北九州的政治地位。
慶長四年（1599年）3月8日，宗茂與島津義弘、忠恆父子以及寺澤正成一同連署起請文，原因是在秀吉死後的現況，為了九州諸藩互相不引發戰亂所做的保證。然而隔日3月9日，島津家爆發「庄內之亂」，事件原由是因為島津家臣的伊集院忠棟（伊集院幸侃）其權力威脅到島津本家，於伏見城遭受當主島津忠恆的殺害，之後於4月引發其一族伊集院忠真發動叛亂。宗茂得知消息後很快便對島津家傳達將會派兵前往島津領地協助，並於7月24日與島津忠恆互通書狀表明關心的態度。5月11日，參與了豐臣五大老對於公家的禁制規定決定，於「新公家眾御法度御請之連判」的「御禁制條例」中也附上了「柳川侍從」的署名。7月、10月期間內大臣德川家康也曾派家臣山口直友（山口勘兵衛）和寺澤正成居中調停島津家的內亂但失敗，9月末，宗茂上洛對德川家康弁明亂事狀況和出兵意圖，並表達若是亂事到最後變成以武力討滅的話必會出兵平亂，遂使家康承認宗茂的出兵並於翌年正月再度派遣山口直友調停，終於2月島津和伊集院兩氏恢復主從關係，結束亂事。此事也更加促盡了島津和立花兩家自朝鮮共同奮戰以來的和睦關係。
慶長十七年（1612年）宗茂為奧州棚倉南鄉領主期間，於1月15日參與「東國大名誓約條書」的成立，於當中署名「立花侍從」。
元和二年（1616年），受幕府之命與柳生宗矩一同解決坂崎直盛的千姬奪回事件之處理，雖然此事檯面上是由柳生宗矩完成，但實為是以宗茂的智謀解決了事件，事後宗矩也曾因此稱讚宗茂。
寬永九年（1632年）筑前福岡黑田藩主黑田忠之因和家老栗山大膳意見不合而爆發「黑田騷動」，其嚴重程度甚至傳出了將要謀反江戶幕府的消息，為此宗茂透過細川家傳遞黑田家的情報，向幕府方分析並傳達了黑田藩並無意圖謀反，解救了陷入改易危機的黑田家。而對於細川家而言，宗茂是細川忠興、細川忠利父子第一時間知曉幕府諸多事項的情報源。
寬永十四年（1637年）島原之亂結束不久，幕府當中有人對於幕府軍總大將松平信綱在討伐亂事之際行動遲緩感到不滿而批評，宗茂為此向三代將軍德川家光解釋：「信綱殿避免無意義的犧牲，等待敵方疲憊才一舉攻破，漂亮的完成了任務，並且和拙者我對於戰陣以及諸軍的配慮意見相同，不愧是殿下所信賴的人物。然而年輕人之間對於戰功的執著難免會出現任性和誹謗的話語，因此信綱殿此次的表現是應該要有人讚賞才對的。」之後家光對信綱給予讚賞和褒獎，終使批評聲浪消失，信綱也因此更加尊敬宗茂，家光也賜給宗茂名刀「粟田口則國」，宗茂也回禮名刀「則重」，充分表現出宗茂於外交做人方面的成功。

### 武術、文藝教養
宗茂於武術面領有許多免許皆傳，其劍法曾於文祿五年（1596年）10月領受體捨流宗家的丸目長惠親手給予的免許皆傳。
弓箭方面宗茂也是射藝精湛，於天正十八年（1590年）5月某天吉日領受尾村甚左衛門尉連續所給的弓術免許皆傳，接著於慶長六年（1601年）10月24日有家臣中江新八以及慶長七年的3月26日和7月朔日有吉田茂武所個別給予的日置流弓術免許皆傳。並且於晚年宗茂自己開創了「隨變流拔刀術」為柳川藩不外傳的劍術流派 。
宗茂於文藝面也有所長，其書法曾在浪人期間成為了一項重要收入來源，對連歌也非常通曉，曾於回歸柳川時舉行「柳川再城之御連歌」並以「賦山河」為題和家臣共樂，寬永四年（1627年）11月25日也出席上杉定勝的「万句興行連歌」和秀忠、家光、稻葉正勝、脇坂安元、蒔田廣定等文人大名並座；並且精通茶道、香道、狂言、能、笛、舞曲、料理、花道、佛像雕刻、製作弓矢等各種技藝，曾在豐臣秀吉、伊達政宗、德川秀忠、德川家光等人面前表演過狂言及舞曲，並擔任家光的「御咄衆」，一度與宗茂不和的福島正則曾被宗茂以能舞‧「仁王」所震懾，茶道方面除了常出席秀忠和家光等大名的茶會外，也和利休七哲之一的細川忠興互相切磋欣賞，忠興曾和宗茂借過茶具，宗茂也曾向忠興借錢購取高價茶具；香道面則曾有後陽成天皇之弟曼珠院公良恕法親王邀請過宗茂表現，並贈與宗茂薰香物；更令人意外的是，宗茂曾於天正十八年間（1590年）在公家蹴鞠好手飛鳥井雅春門下學過鞠道，領受「紫組之冠懸」的免許皆傳。此外在休息的時候，時常吹起名為「一節切」的短笛，於音樂方面也有不錯的造詣。晚年時則曾於家光親臨自家於江戶的屋敷時準備了料理用具展現廚藝。

### 逸事
- 宗茂7歲某日和侍童外出獵鷹時，突然遭到一隻野狗襲擊，侍童們皆驚慌逃散，宗茂見狀快速的把老鷹放在左手並右手持刀以刀柄打擊野狗背部，野狗因而逃走，此時父親紹運見狀說：「為什麼不用刀斬殺野狗？」宗茂回答說：「刀是用來殺敵的，不是用來殺貓狗的，戰爭已經奪去許多人的性命，不必要再犧牲無謂的生命。」紹運因此認定宗茂擁有過人的器量[263]。
- 宗茂8歲時和家臣一同去立花城南的多多良川捕魚看戲，途中有人因為戲中的內容起了爭執，家臣勸其離開，但宗茂卻不慌不忙的說：「你們驚慌也真是奇怪，我們又不是爭論的雙方，為何要動刀拼殺呢？雖說戲也快結束了，但也不必因此而離開吧？」結果宗茂一行人到看完戲也沒事，家臣們皆佩服宗茂的剛膽和沉著的態度[263][264][265]。
- 9歲某日和道雪用餐，當宗茂在夾魚肉來吃時，道雪見狀宗茂挑魚骨的舉動便大聲怒罵說：「如果這時在作戰，你再這樣慢慢夾魚肉時很可能就被討死了，把魚連肉帶骨從魚頭吃掉吧！這才是男子漢的作風！」宗茂聽了如此大喝並沒有像一般小孩一樣哭泣，而是鎮定的遵行道雪所言吃下魚肉和魚骨[266][267]。
- 10歲某日高橋家臣萩尾大學正在處刑罪人，宗茂問了大學動罰的過程，大學回答說從後面斬殺了，宗茂褒美說：「這是不錯的辦法」而旁邊的側近聽了卻說：「從後面斬殺不是卑怯者的行為嗎？」宗茂又說：「對於被委派的任務，如果故意挑選艱難的方法而又不能達成，便是不忠的表現，像大學如此能確實完成任務才是最重要的」家臣們聽了皆覺得有些羞恥，並認為宗茂的言論和精神已非常成熟[263][268]。
- 11歲某日宗茂前往立花山城遊玩，當時城中正在進行「放討」的處刑犯人的動作，宗茂在道雪身旁悠然的觀看過程，到犯人被斬殺的期間沒有一點驚慌，道雪見狀認為的確是個人才[263][269]；某日吃完飯後道雪舉行弓術比賽，這時道雪對宗茂說：「雖然你還年幼，但是能射弓箭給我瞧瞧嗎?」宗茂拿了弓，拉了拉卻說：「這是把弱弓，有沒有更強的弓？」道雪因此給宗茂自己的重藤弓，之後宗茂便開始射靶，四次有三次都射中紅心道雪見過後對宗茂更加關心，並開始認定宗茂為女婿[268]。
- 13歲某天父親紹運出陣時，開玩笑的對宗茂說了：「如何？你要不要也一起出戰？」然而宗茂卻認真嚴肅的說了：「我因為還不強，貿然出戰就如同小狗一般枉死罷了，但是若偷偷的出擊成為引誘敵軍的誘餌也是好的，不過2、3年後我必定會成為一位率領一支軍隊的出色大將」重臣們對宗茂如此冷靜的判斷深深地感到佩服[263][269]。
- 13歲，某次與道雪以及一眾立花家臣於山中散歩時，宗茂被附有棘刺的栗子根刺入了腳掌，隨即大叫了起來，身邊的隨從急忙想替其拔出來，但是家中的重臣由布惟信見狀卻反而將栗子根給反插了進去，並說了：「身在戰場的勇士是受了傷也還繼續奮戰下去的！」宗茂一時被嚇住也瞬間理解惟信的話，便收起了叫聲一拐一拐的繼續走，直到回到居城的期間都沒有再喊一聲痛。在旁的道雪和惟信對宗茂如此的表現感到未來可期[266][267]。
- 17歲，秋月8千人來攻立花山城時，家臣櫻井中務、櫻井治部私下內通秋月打算謀反，宗茂從家老米多比鎮久口中得知後，便命令鎮久將關口控制住，自己帶著立花統春、吉田兼正等年輕的家臣裝作若無其事來到櫻井二人的陣地，櫻井二人迎接之時，宗茂突然大聲的說：「你們好大的膽子！」然後一刀把中務砍成兩段。同時統春也一刀削了治部腦袋，當下更對著正錯愕的諸將說了：「櫻井二人因叛亂罪而被處刑，各位都是食大友俸祿，理應為大友家縱橫馳聘，怎能像此二人一樣臨陣反叛！？」局面平定後，交代了櫻井二人的子嗣繼續統領其兵士，自己又像無事一般的回了居所[82]。
- 20歲，被島津圍困在立花山城時，島津方曾經向宗茂勸降，而宗茂卻說：「我的父親（高橋紹運）因為你們的侵攻已經為了主家的忠義而自殺死了，因此我也不能向你們投降，來吧！來攻城吧！我已準備好了士兵刀槍和弓箭鐵砲，也已經做好死的覺悟，我是絕對不會投降！」對此，島津家的武士也深感佩服[270]。
- 九州征伐後於天正16年（1588年）6月，秀吉曾問宗茂想要什麼回報，宗茂回答：「擁有城池為大名，領將兵3千，領地拒於一方已十分足夠。」後秀吉下賜「豐臣」姓並准許使用「羽柴」姓，且想令其昇殿為從四位下侍從，宗茂以「舊主義統僅從五位，故不能踰矩。」為由拒絕，秀吉因此令其於7月5日先敘任從五位下，28日才執意昇為從四位下官位[142][271]。
- 肥後一揆鎮壓後，主謀者之一的隈部親永、親泰父子等一族12人被送至立花家等候處置，由於當中的隈部善良是立花家臣新田鎮實之弟，宗茂曾為了保其性命以鎮實前往勸說保全性命，然而善良仍決意與隈部一族共存亡。於是宗茂為了隈部一族的名譽，不對其使用自殺的命令，而是派出了與對方一樣人數的12位家臣，於柳川城的黑門一地進行各自單挑的「放討」。宗茂便說：「這並非是處刑，而是名譽的戰死」結果隈部方12人全員戰死，立花方12人全員負傷並犧牲一人，當時在現場做為檢使役的淺野長政驚嘆言道：「一般都是在戰場廝殺的，但像放討這般決定勝負可真前所未聞未見，真是恐怖的戰鬥。」並向秀吉報告，其聽聞後也對宗茂的處理方式稱讚「真不愧是立花」[138]。
- 某日淺野長政來到柳川作客跟宗茂一起去打獵，怎知一無所獲，宗茂覺得不好意思。就在回去柳川城的路上，看到有一水鴨，就對長政說：「為了卿，定得此物」，於是就在距離14、5間（大約25~7公尺）的遠處，全身貫注，一箭便直中水鴨身體，水鴨即斃，長政驚其射術，而此時宗茂還有一箭，便問隨從：「沒有鳥了嗎？沒有了嗎？你們快去找找看！」這時長政就制止宗茂說：「宗茂公之射術，我已見到了，徜若今次射不中，那如何是好呢？…」宗茂聽後微笑沒有回答。之後二人看到一隻黃道眉翩翩飛過，並在一蘆穗上棲息，只看到牠的頭跟尾巴，宗茂看了一下後立即發箭，射中正打算飛走的黃道眉左翼，應聲落地，長政大聲喝采，無不服宗茂之射技。
- 朝鮮戰役初期，宇喜多秀家要求諸將會議並且等待太閤秀吉對軍勢的指示，諸將議論紛紛之時，小早川隆景希望宗茂提供意見，宗茂謙虛的說：「我等年輕小將意見不足參考」。後秀家同隆景再度要求時，宗茂說了：「將在外君命有所不受，若等待太閤指示恐錯失良機，目前漢城警備疏薄，朝鮮各處仍在徵兵，因此進擊奪取漢城將是重點。」隆景又問：「有何證據說漢城警備不足且朝鮮兵力不足呢？」宗茂答：「釜山、東萊皆因兵力微弱而攻陷，漢城的守備可想而知。我曾詢問俘虜，到達漢城之間有數所險要城寨，若不及時進攻漢城，等到這些城寨充滿敵兵，我軍勢必難攻，此時應果斷的直驅漢城才是。」結果諸將感服宗茂的見解，速攻漢城[272][200]。
- 出兵朝鮮期間的碧蹄館之戰，宗茂在奮戰了一個早上後於中午時刻休息，並在敵對的明、朝鮮軍陣前悠然的吃著飯團，部分因作戰而緊張的家臣問了宗茂如此輕鬆的舉動是為何，宗茂回答說：「在面對如此多數的敵軍前仍要有必勝的自信，昔日上杉謙信在圍攻小田原城時不也有這樣的行為嗎？」眾家臣聽完變得更有信心，並且在開戰後皆勇猛無畏[273][274]。
- 於朝鮮期間，身為軍監的石田三成曾向宗茂說：「立花殿的功勳我相當的清楚，但可悲的是似乎沒能進到秀吉大人的耳中呢，如何？若是立花殿願意的話，可以由我傳達上報至秀吉大人...」宗茂答：「這真是奇怪呢，軍監的作用不就是傳達真實的事給秀吉大人的嗎？應該不是要受到人依賴等等的才報告是吧？而且我以生命在這戰鬥，武勳有無傳入秀吉大人耳中並無關係，而是作為武士的本分在作戰罷了。」[275][276]
- 當日軍撤兵朝鮮時，小西行長遭到多數明軍包圍而要求救援，此時宗茂說：「要行長成為朝鮮的露水（意指死亡）實在可惜，大家都回國就我留在這和行長一同做生死奮鬥吧！此舉不是為了行長而是為了日本！」被此話感動的島津義弘等人因此和宗茂同奮戰，宗茂並在露梁津海戰和島津軍合作，援護日軍成為殿後，讓日軍成功回國[277]。
- 浪人期間，前田利長曾派使者傳達前田家希望以十萬石之高祿招仕宗茂的訊息，宗茂對使者回以：「向強勢低腰的卑怯者！何能使我入仕！？」而拒絕。因為關原之際，前田家在前田利家死後率先投向東軍，引起宗茂的不快[278][279]。
- 宗茂在回歸大名時，把自己的居室建造的和家臣一樣簡陋、狹窄，以縮短主從距離，當時細川忠興問宗茂，這樣不會讓家臣聽到自己的私事嗎？宗茂回答說：「主從關係最重要就是信任，更何況我本身並沒有任何的秘密，也不用怕會讓別人知道我的想法」並且還說了：「我立花家沒有監察役」。此行為受到了細川忠興的佩服。
- 某次德川家的會議中，宗茂被問到若當時趕上關原之戰會如何？當時東軍的大名們也在場，卻回答：「若攻下大津城還趕至關原，必定取下東軍諸將之首級」，此話令在場的大名們震驚，尤其當初反叛至東軍的大津城主京極高次。井伊直孝聽後說：「真虧你敢在諸位面前說這話啊」。同時有人說這話不就存有謀反之意？宗茂又回：「謀反這行為是背著主家進行不能被知道的吧！關原時期我的主君是豐臣家，當然該為其盡力，並且我已將豐臣之恩情還盡，現在的主君是招仕身為浪人並又回復我為大名的德川家，當然也不能對其忘恩背叛。」[280][281]
- 某次，宗茂與本多忠勝、德川秀忠對談源平時代平家相關的故事，並且談到關於大將坐騎的話題時，本多對宗茂說：「由於左近（宗茂）的身高很高，建議騎乘的馬匹可選擇體型相對小的馬較好。」[282]
- 某日，已為將軍身分的德川秀忠要上京時，發現重要的軍事天險「荒井渡口」被設置船橋，秀忠大怒斥罵老中重臣們為何這麼做，更認為要是有敵軍來襲等於是方便其進軍。後宗茂便說：「如今天下已為太平之勢，各藩大名因德川之治理恭順，已經不會再起戰事，將軍該做的應是改善民事，鞏固民心，因此將這重要渡口架上橋方便人民來往，人民將會更加愛戴將軍。」於是說服了秀忠[283]。
- 宗茂回封柳川時，和家臣一同看到柳川城因為田中吉政的整修而變的華麗高大，就在家臣們讚嘆之時宗茂說了：「在這太平之世若課重稅把金錢花費在整備城池只會讓人民痛苦而已，田中吉政就是因為把錢都花在改建城池才會無錢出兵大阪參陣而遭到改易，眾家臣們一定要了解節儉的重要和花費的時機」因此儉樸的行為成了立花家的家風之一[284]。
- 有位儒學者小瀨甫庵（在江戶時期著有《太閤記》），有個機會與日本知名的九州猛將立花宗茂會面。甫庵對宗茂說：「這一次，我終於把「太閤記」這本書給完成了，接下來也想把你的事跡給加進去，難道你不想把你過去的種種勇猛事跡好好跟我談一談？」宗茂聽言後便微笑道：「我本身作過的事，沒有一件是不能向天下公開的密秘，既是如此，那麼世間的公論自然會給我一個公道的，我本身並沒有什麼其它的話與故事好對你說。」甫庵聽了之後，當場覺得有些不好意思。然而甫庵仍記載宗茂「勇武可謂在朝鮮日軍中無比倫矣，有著鬼神也不可匹敵之功績。」。因此柳河人民也敬稱宗茂為「鬼將軍」，是由於「立花」在日文發音同「橘」，並將橘替換成鬼字，而使得宗茂有著和加藤清正類似的異名[285][286]。

- 傳聞宗茂於戰陣中時常大口喝酒並且抽煙以思考軍略戰術（喝酒的酒杯為家傳之「沖的石・五重之盃」[287]，煙斗的火皿似豬口，煙管像槍柄般粗）[288][200]，尤其如朝鮮碧蹄館之戰時，宗茂於正午面對敵陣食用完三個飯團後，喝酒、抽煙之下便想出了背向敵陣埋伏佈陣的戰術。此時也參予軍議，曾為立花家臣的天野源右衛門貞成，即使已轉仕他家，仍時常形容當時的宗茂於此行為下其軍略像是湧泉一般的提出，且在其思考的時候，比起為數眾多的明軍，天野本人覺得宗茂的臉色神情更令人畏懼[289]。

### 人物評
- 幼年時期便生的健壯[290]，4歲時體格就已如同8歲的兒童，6歲開始學習武藝，在逐年成長中，不僅更加武勇，還帶有聰明的一面，尤其辯論更是出色。（《名將言行錄》、《立齋舊聞記》）
- 其性，豪膽勇猛，器量雄才拔群並且溫順寬厚、有德。智略、武略兼備，是對主家至誠至忠，無人能比擬的好漢。（名歷史學者‧工藤章興）
- 宗茂的為人，溫純寬厚，仁德慈悲，對自己的功績和作為從來沒有一點驕傲和居功，用人都很自然的順著意見，並且遵從善行，而那樣自然的感覺就像是流水一樣；避開奸臣，禁止奢侈，以恩德撫民，以義氣勵民，因此武士家臣們非常樂意為宗茂效命；用兵之時，不管是奇襲也好，不管是正面攻擊也好，都美妙的發揮其天性，所以才能夠攻必取，戰必勝。（《名將言行錄》）
- 西國第一的猛將，無可比擬的武藝達人「西国一の猛将で、比類なき武芸の達人」。(大津籠城合戰記・京極高次家臣)
- 立花殿下真不愧是豪氣萬千的人物，就算開城讓出城池，竟然還能堂堂正正地，不失其大名的氣概。（加藤清正家臣・加藤美作守正次）[291]
- 立花宗茂不僅武勇出眾，率兵統領軍隊於作戰方面也相當巧妙，而且心術高明為人爽朗。（名歷史作家・　海音寺潮五郎）
- 百戰磨練、不敗之名將，單純只以擅長作戰還無法足以形容他，有著更多的才能。（名歷史研究家河合敦）
- 雖然秀吉將宗茂與本多忠勝相比，但宗茂比起忠勝等等武將還要優秀許多。(小說、劇作、實業家菊池寬)
- 徳川家康對於立花宗茂有著畏敬及讚賞。曾於二条城上洛之際，對著本多正信留下了讚美宗茂的紀錄。

家康：此人當真可與武田信玄、上杉謙信、織田信長等評判有名的武将們比肩啊。
正信：殿下如此褒讚的人是哪位呢？
家康：當然是天下知名的立花宗茂啊！
（徳川家康が立花宗茂を畏敬し賞賛していた。二条城に上洛した際、 本多正信に、直々に絶賛した記録が残っている。武田信玄、上杉謙信、織田信長等の名だたる武将と比肩して。正信は、殿がそのように褒めるお方は誰にと問えば「家康公の仰に、天下に隠れなき立花宗茂が事よと宣ふ。」（翁物語））
- 宗茂的軍法談論：「凡臨戰陣，便要探測敵人的虛實，臨機應變，預定計策，故千人能抵萬人，所以並不是特別使用什麼流的軍法。經常對士兵不偏袒，慈悲以對，對觸犯國法的人就以相關處罰對之，因此到了作戰時刻，所有士兵皆拋開性命奮力作戰，因為有他們的支持才造就敝人的戰功，除此以外沒有其他方法。普通的大將對士兵通常只是"前進阿""死吧"的喊者，有很明顯的上下關係，如果能對家臣有著情感，像母親一般的考慮家臣的想法，並且了解家臣是怎麼想的，那麼就成功了。」[292]

- 預測對手接下來的戰略戰術並先行一步執行，如此便能戰無不勝。

宗茂28條遺訓《立齋公口述次第》(又稱立齋公御咄之覺(部分8條))
1. 「大將應視死如平常」
2. 「賞罰必須正確，要賞重罰輕」
3. 「農民乃國之本也，必施仁政待之，苛政只會使農民不願工作間接使的國家貧窮；若農事發展的好並定會富有，但是富有會造成奢侈，應該要把儉樸當作萬事的基礎」
4. 「德川與我雖大敵，然回歸柳川乃天大之奇跡也！是故參勤、軍役、奉行一日不可遲」
5. 「譜代之重臣乃十分重要，每每在大戰中奮戰的家臣都是賭命的，平時就應該好好對待」
6. 「戰鬥時如果士兵不能上下一心，即使兵數很多也無法勝利，從道雪公以來我們就時常以少勝多；為了要將兵將的心結合在一起，平時就應該要體恤部下，部下也要能捨身立功」
7. 「德川的天下越來越榮光華美，那麼費用也會越高，藩士的數目也會連帶增減，會有許多土地加增減少的情況，當土地不夠就會以名刀茶具來當做褒獎，若持續著必定會有不夠褒獎的時候，那時國家將會起亂象，必先預備好防範措施」
8. 「世間越來越安泰，生活會變的奢侈，藩士的食衣住行會變的華麗，我希望我的藩士能保持樸素並且對軍役不懈怠」

歷史作家吉永正春為立花宗茂所做漢詩：
勇將功名天下轟
更欽治化有仁聲
至誠清節酬恩顧
高義遺風留柳城

### 辭世句
假如違背了義理而生，那麼倒不如寧願一死（いやしくも義に背いて生きんよりは寧ろ死するに如かず）

## 戰術

### 奇正戰術
立花宗茂的養父立花道雪是著名的戰國名將，除了熟讀各種兵書外，於戰術面引用了《孫子兵法》的奇正用兵思想。
一日軍陣之中，道雪将雪下(由布惟信)、和泉(小野鎮幸)兩人叫到近前言道：“行軍作戰之道，必以兵法為先。無論如何武勇的軍隊，在戰場上也不能缺少正奇之變。因此，我也需要有能够擔當正、奇兩軍的大將作为輔弼。《孫子》曰，凡戰者，以正合、以奇勝。奇正相生，無窮如天地，不竭如江河，如循環之無端，孰能窮之！今日，雪下可为正軍之將，和泉可為奇軍之將，明日相輪替之，薦野三河(薦野增時)、米多比丹波(米多筆鎮久)皆勇毅之士，可以為副將。汝兩將競相激勵奮勇，催勝軍如風掃電馳，我軍當無敵於九州矣！”
其戰術思想即是以正軍對抗、引誘敵軍使之混亂，然後以奇軍作側面攻擊讓其潰散，然後視情況和本隊換隊包夾並縱橫於敵陣中以擴展戰果，並且可以配合各項兵種使用，是一種靈活度甚大的戰術，充分展現孫子兵法中「難知如陰、動如雷震」的作戰思想。
除了立花自軍實行如此的戰術外，立花道雪也在筑前平亂和筑後遠征期間和同是大友家重臣的高橋紹運一同實行多次，兩人死後留下的子嗣立花宗茂和高橋統增也時常應用於肥後一揆動亂和朝鮮戰役中，並且廣為立花家中智勇出眾的武將使用。

### 早込鐵砲集體射擊
在織田信長於長篠之戰中實行鐵砲集團射擊前6年的多多良濱之戰中，立花道雪便已率領集團編制，訓練有素的鐵砲隊。
道雪曾經針對鐵砲射擊前的繁雜動作做了研究，因為一般的鐵砲在發射前必須經過數十個準備動作。
結果道雪發明了將彈藥和彈丸混和好一次射擊的劑量再放入特製的竹筒中的「早込」（早合）之法，並備份許多個混合好的竹筒再以草繩連結成一串掛在肩上，使用時因為一同倒入了一發份的火藥和彈丸，省略了射擊步驟而大幅提升射擊速度(傳聞約30秒一發)，他家僅射擊一發的時間，立花家卻能射擊三發。
最有實際被記載其使用情況的便是立花宗茂在關原時期攻略大津城時，證明了比他家鐵砲快了約三倍的射擊速度，受到當時的矚目。
並且這些鐵砲也被應用於奇正戰術中，視敵我軍的明確情況而決定先後用於正軍和奇軍，主要是作為奇軍奇襲前的混亂攻勢。

### 景流長刀斬込部隊
戰國當時於戰場流行的是一般2尺到3尺的武士刀，並且用於近距離白兵戰使用，然而立花道雪卻特立獨行，偏愛使用3尺到5尺的長刀(野太刀)。
一般人皆認為長刀在戰場上相當不方便，因為在短兵相接的戰爭常態中，長刀揮斬的不好可能反而被反擊喪命，然而道雪的戰爭模式是先正攻，後奇襲，作為正攻的長槍部隊或是上述的三倍數集體鐵砲射擊部隊攻擊過後，奇襲的部隊再以這使用長刀為前提的「斬込」部隊從旁夾擊，敵軍先後受正攻及奇襲而混亂之際，長刀部隊便能無視接近戰的憂慮，發揮長刀的長度和威力追討敵兵，使其潰散敗逃。上述鐵砲射擊和此長刀部隊的配合攻勢，是為「強襲突崩戰法」。
立花道雪雖然下半身殘疾但本身也常於戰場上坐於轎上揮動約6尺的名刀「雷切」（傳聞過度使用刀刃越來越短，現今以脇差的姿態保存於御花史料館中）反覆進出敵陣追殺敵人，而長於劍術的立花宗茂和家中大將如小野鎮幸、十時連貞等也同樣能於戰場揮舞長刀，統率長刀斬込隊參戰肥後一揆討伐和朝鮮戰役中。
據『旧柳河藩志』載，筑前秋月一地出身的劍術達人山本正勝受片山久安(「片山伯耆流」之開祖，與林崎甚助並稱居合術達人)傳授居合秘技而開祖長刀流派「影流」（現稱景流長劍拔刀術、景流居合術，日文景與影同音），正勝又傳授給後來成為立花宗茂家臣的渡邊幸次，融合立花家慣使長刀而在當時成為了不外傳的劍術。
現今於福岡市設有舊柳川藩景流保存會，更曾有數名英國的劍術家前往學習此劍術 （页面存档备份，存于）

### 投槍乘込戰法
這是立花家武士個人武勇方面的戰法，分為「貫串投出」以及「複數投出」。
家臣如十時惟忠曾與永祿10年（1567年）8月14日攻略秋月家時，以四尺五寸的大薙刀貫串敵兵，然後再以虛空投的方式將其丟離三丈之遠，當地因此被稱為人投原。
而十時連貞也曾在一場對抗秋月家的合戰中，施展以長槍串刺敵人，之後再往後盪至前方甩出的投槍術，隨後手持長刀奮迅殺敵。十時惟道(初代十時傳右衛門連久)則和安田國繼(天野源右衛門貞成)、内田統續於朝鮮碧蹄館之戰相爭為一番槍，身邊都帶著數把長槍，各自先以投槍戰法擊落數騎明兵，再騎馬持刀乘込敵陣斬敵。
基本上是作為立花武士個人爭功的戰法，能展現武勇振奮將兵士氣。

### 虛旗欺敵之計
即是在戰場以適當時機揭立假旗使敵軍誤以為有援軍或者伏軍因而退卻或繞路的計謀，這在中國古代戰爭是很常見的手法，日本戰國卻鮮少武將使用，當中立花道雪、宗茂、高橋紹運則是靈活運用此計的好手。
道雪於攻略秋月家之際，因大友陣中傳來毛利軍即將攻來的傳言，使的大友軍移往筑後川佈陣，秋月種實見機率1萬2千兵分四隊追擊佈陣於休松的道雪，道雪以斥侯得知後率3千侵攻吉光一地並於吉光~休茄子一帶事先揭立噓旗，隨後大聲擊鼓奮戰擊退秋月勢先鋒8千騎，而種實見到道雪所擺之噓旗誤認為大友軍之臼杵、吉弘兩軍乘機進攻居城而放棄追擊返回。宗茂則於岩戶之戰為援助被包圍的道雪，先率3百兵以鐵炮奇襲後另以2百兵立出軍旗威嚇，令敵軍以為大部援軍到來而解除對道雪的包圍。高橋紹運則於柴田川之戰先和道雪引誘夾擊秋月、問住所聯合軍令其大敗，並事先於二日市~針磨的秋月軍退路上佈滿了軍旗馬印，令秋月種實驚見誤以為大友援軍來襲，繞了一大圈路才回到居城。
此外宗茂於出戰朝鮮時，令部份精銳士兵的背後插置了三面軍旗(即下述的下黑之旗，而此做法稱為"三本品柄")，即是以一人當三人份的作法擺出噓旗，在碧蹄館之戰第二階段，於午時的側面突襲作戰中起了效用。
以上虛旗之應用為「示強之計」即是以多數的軍旗馬印加上打擊太鼓的聲勢令敵軍為之警戒甚至膽怯退卻。
而宗茂於碧蹄館之戰的第一階段時，甚至反過來以「示弱之計」令分隊擺出少數軍旗引誘明軍來攻，然後從側面奇襲，更於救援加藤清正往蔚山路上的元濆之戰，於夜晚設假陣營吸引明軍來攻促成伏擊。

### 塹壕攻城戰術
立花宗茂於關原之戰期間於9月12日攻打京極高次所屬的大津城時所用的攻城戰術，距今約三~四百年前就使用了宛如近代戰爭的壕溝。
攻城諸將於軍議中討論出對於兵糧彈藥皆充足的大津城不宜長期包圍而決定速攻，填埋了大津城的外堀。
而立花宗茂佈陣於城東的濱町口，面對敵城挖掘了寬幅一間半（約270公分）深一間餘（約180公分）並交互錯綜（原日文以「千鳥掛」一詞形容）有如閃電型狀的壕溝，還堆築了一間高的土壘，更從大津城近郊的園城寺後方砍取松樹百株，製成並架設防禦城方鐵砲及箭矢的竹束，令軍兵在壕中自由往來支援並互相補給彈藥且配合運用「早合」的鐵砲部隊進行速射。
守城方的京極家對立花家如此攻防一體的戰術之下不得不關閉了城牆上的射擊口，13日立花家臣立花成家率所部從塹壕殺出爬越大津城立下一番乘，諸軍遂跟隨立花軍攻陷三之丸、二之丸。

### 背向敵軍埋伏佈陣
為宗茂在朝鮮碧蹄館之戰第二階段，於中午移動到日軍左上方，即明軍右方的小丸山上佈陣時，臨時想到的戰術。
由於明軍的軍隊編制不同於日軍，使得當時日方對於明軍的偵查皆認為擁有大批軍力，嚴重影響了日軍的士氣，於是宗茂令自軍埋伏於山中且全部背向敵軍，目的是要減少自家士兵接受敵軍為數眾多的心理震撼，而宗茂見到時機出擊便全軍轉正，先以精銳金甲鐵砲隊二百挺一齊射擊輪流三次震懾敵軍後，立出噓旗(三本品柄)且全軍高舉長槍太刀以及金甲反射日光令明軍蔽目，全軍敢死突擊至明軍本陣
。

### 沖的石太鼓軍樂隊
立花家從當主為道雪開始，每一岀戰便有軍太鼓助長士氣，道雪則自身在轎上拿著三尺赤木棒敲擊，吶喊著"エイトウ、エイトウ"振奮精神，家臣們其稱為「音頭」，跟著吶喊，充分展現孫子兵法「動如雷震」的氣勢。
此軍太鼓一開始是先讓武士們用立花家的家傳酒杯「五重之盃」輪流喝酒或是粥，然後開始分五段打鼓，第一段是出征，接下來是出陣，第三段是進擊，接著是合流，最後便是凱旋。
現今則在九州柳川當地成為祭祀活動，每二年一次。

## 軍裝

### 金箔押桃型兜
上述的朝鮮時期提到立花宗茂於出戰前打造約4~5百個此種金兜，目的是展現立花家的紀律和軍威，是為立花軍旗本將士所佩帶。
此種兜是模仿西洋鎧的頭盔，因西洋頭盔於中央突起，被日本人看做桃子形狀，故此這類兜統稱為桃型兜；立花家的桃型兜由裡至外全附上金箔，因此稱金箔押桃型兜，並且還配合金兜在將士的鎧甲前後漆上金色的日輪圖案來做相映，刀和脇差皆以銀色鞘袋收納以做映襯，在參陣的諸大名中可說是輝炫一時。立花家於享保5年(1720年)的「御軍器物數改御帳」紀錄中留存了3百20個。
到了文政5年(1822年)則紀錄為3百18個，目前則留存2百39個，被掛在現今立花家「御花」館中的大廣間兩旁的屋簷，整齊的排列成兩排。

### 下黑之旗
此旗最初是由立花氏源流大友氏的先祖大友能直從源賴朝處拜領而來，因為旗幟下黑上白因此又稱源氏白旗。
此旗之後在大友家第五代家督大友親時傳位給大友貞宗之時給予了分家至筑前的次子，立花家之祖的大友貞載（立花貞載）之後貞載隨當時的將軍足利尊氏東上至京都，當時貞載以華麗的軍裝並佩帶此旗而受到尊氏將軍的讚賞，往後此旗成了立花家三寶器之一。
另外有以此旗為藍本分三面製作為左、中、右可插至鎧甲背後，其中中央的旗子較長約有2尺，稍微突出在兜以上可見，而此作法又稱為三本品柄。
立花宗茂在出戰朝鮮之前連同金箔押桃型兜一起被配置給將士佩帶，共做了72面。

### 血染鐵扇
此扇是立花貞載隨足利尊氏於攝津國東洞院烏丸與詐降的結城親光對決之時所佩帶的扇子，因為在討取親光之時染到了親光的血，因此又稱血付之扇；之後在送上首級給尊氏檢閱之時也一同附上，尊氏則依此軍功回賞此扇給貞載，並一同下賜寶刀「吉光骨喰」。此扇也是立花家三寶器之一。

### 吉光骨喰
一把短刀。是由鎌倉時代的京的刀工，屬粟田口派的藤四郎吉光所打造，因吉光特別擅長打造短刀，其作品在江戶時代和「正宗」、「江之義弘」共同享有「三作」之稱呼。
據傳是源氏的秘寶之一，後來落入足利尊氏手上，並且於上述同血染鐵扇一起由足利尊氏下賜給立花貞載，因此而成為立花家代代相傳的三寶器之一。

### 日月神號鳥居軍旗
立花家的軍旗除了單純的以上白下黑為底，並印上家紋的杏葉紋軍旗和祇園守軍旗外，便是這幅軍旗最為特別。
最上頭畫著金色太陽和銀色月亮左右對稱，接著下面中央寫著「天照皇大神宮」右邊寫著「八幡大菩薩」左邊寫著「春日大明神」，在下面又是杏葉紋和祇園守紋左右對稱，最下面則印上兩個鳥居左右對稱。
此旗是為立花宗茂最有其個人信仰風格的一幅軍旗，如同上杉謙信的毘字旗、加藤清正的妙法蓮華經旗以及本多忠勝的八幡大菩薩旗一般。

### 軍神掛物
立花家自道雪、宗茂以來，作為御守本尊帶往戰陣中高掛的軍神繪圖。
圖中央描繪著廣為戰國時期的武將們所信仰的佛教戰神・是為乘坐著山豬、三面六臂的「摩利支天」、
左下則是描繪著乘坐著軍馬穿着鎧甲，引導戰爭勝利之信仰的「將軍地藏(勝軍地藏)」、
右下則是描繪著高野山之鎮守的「高野明神」。
與日本關東的軍神・信仰佛教北方戰神毘沙門天的上杉謙信一般，立花父子作為西日本的軍神代表人物，也有對佛教戰神摩利支天的深厚信仰。

### 大馬印野襖、小馬印二重幣
立花宗茂的大馬印為「野襖」，其竿長一丈一尺四寸，上部附有鳥毛，毛長七寸半徑九寸，以白、赤兩色絹段呈半圓形散開，當中以橢圓形掛上大數珠從中央的兩端呈一對下垂。
島原之亂鎮壓出陣時，宗茂以野襖為大馬印，而小馬印的二重幣則讓養子立花忠茂使用。

### 宗茂愛用的刀・槍・弓・銃・鞍・扇
剣 銘 長光

脇指 銘 貞宗

刀 無銘 兼光

脇指 無銘（雷切丸）

鑓 銘 播州住政国 「銀杏御枕槍」

鑓 銘 濃州関住兼貞「八幡御枕槍」

金溜地塗籠弓

朱漆塗弓

火縄銃 銘 墨縄

銀杏葉紋鞍

金地三日月図軍扇

## 家臣團
| - 由布惟信（由布源兵衛、美作守、雪下） - 由布惟次（由布五兵衛、美作守） - 由布家續（由布甲斐守） - 由布惟明（由布大炊介、惟時） - 小野鎮幸（小野和泉守、宗珊） - 小野成幸（小野喜八郎） - 薦野增時（立花三河守、玄賀、賢賀） - 丹親次（薦野半右衛門） - 立花成家（薦野吉右衛門彌助、成宗、日玄） - 立花統春（戶次次郎兵衛） - 立花統次（森下三太夫） - 立花鎮實（戶次右衛門太夫、了均） - 立花鑑貞（戶次三郎右衛門、彈正忠、直貞） - 十時連秀（十時与五郎、刑部少輔） - 十時連貞（十時孫右衛門、攝津守、雪齋） - 十時惟昌（十時三彌助、攝津守） | - 十時惟道（十時傳右衛門惟道/連久） - 十時新四郎（板井新四郎、第二代十時傳右衛門） - 十時源兵衛（渡邊源助、十時相模守） - 十時惟由（十時但馬守） - 米多比鎮久（立花三左衛門、丹波守） - 安東家忠（安東紀伊介、宗忠） - 安東連忠（安東紀伊守、雪貢） - 安東連直（安東彥右衛門、內藏頭） - 安東家榮（安東助五郎） - 安東範久（安東五郎右衛門） - 安東幸貞（安東攝津介、津之助） - 安東常久（安東善右衛門） - 高野大膳（高野大膳亮） - 內田鎮家（内田壹岐守、元敘、玄恕） - 内田統續（内田忠兵衛、忠右衛門） - 太田成方（太田久作） | - 新田鎮實（新田掃部助、平右衛門） - 新田統春（佐田清兵衛） - 原尻鎮清（原尻宮內少輔） - 森下釣雲（森下備中守） - 堀祥（堀越後守東雲軒玉隱） - 堀秀（堀八郎、次郎右衛門、又介） - 池邊永晟（池邊龍右衛門） - 吉田兼正（吉田右京） - 佐伯惟幸（佐伯善左衛門） - 小串成重（小串忠左衛門） - 清田正成（岡村又兵衛） - 千手喜雲（千手六之允） - 石松政之（石松安兵衛） - 中江新八（中江二義、中川新八路） - 矢島重成（矢島石見守、左助、剛庵） - 小田部統房（小田部土佐守、新介） - 世戶口政真（瀨戶口十兵衛、紹兵衛） |

### 立花雙翼
正將：由布惟信、奇將：小野鎮幸

副將：薦野增時、米多比鎮久

### 立花四天王
由布惟信、十時連貞、安東家忠、高野大膳、小野鎮幸（安東家忠隱居後替補）、薦野增時(高野大膳引退後替補)、米多比鎮久(由布惟信隱居後替補)

### 立花六城主
小野鎮幸（蒲池城）、薦野增時及立花成家父子（城島城）、由布惟信及由布惟次父子（酒見城）、米多比鎮久（鷹尾城）、立花鑑貞（安武城，後其子立花鎮貞(織部助親家)改領松延城。）立花鎮實(今古賀城)

### 金備隊
又稱金甲先鋒隊，金甲兵。
其先鋒隊長為安東常久、小野成幸、立花成家。

### 母衣武者十一騎
內田監物統續(忠兵衛)、立花三太夫統次、立花兵庫助統實(新右衛門)、足達勝右衛門、安東彥右衛門連直、清田又兵衛正成、立花五右衛門鎮治(原姓大鶴、大津留鎮忠宗秀之子)、由布大炊介惟貞(惟時之子)、森下內匠(規寬)、石松安兵衛政之、堀次郎右衛門秀(又介)
原本僅有十騎，關原之戰時期的大津城攻略時，加入了安東孫兵衛政弘、松岡外記替補於朝鮮戰死的森下規寬而成了十一騎。

### 立花家四十八鷹
立花家自道雪以來，依世代不同的家中武勇諸士所組成的一隊48人的精銳(起源為車返之戰時，聚集在軍旗上的白鷹引導道雪勝利之故)，由於可替換人選(例如有人老或病死戰死等原因)所以沒有固定名單。
(此事出自岡茂政 著《柳川史話》第二卷人物篇第117收錄之山崎美成所著《夜談錄》中，取自《立花家舊記》中《立齋公口述次第》(又稱立齋公御咄之覺《旧柳河藩志》第五章・行政、第二節・柳河再城時代 P.192 也有收錄))。

### 立花家三十二槍柱
從立花山在城以來至柳河城慶長年間，以家中與力頭32人(擔任先鋒、物見偵查、使番傳令)世襲制，文祿4年(1595年)時成員為：
| - 小野和泉守鎮幸 - 立花鑑貞(子為織部助親家、次男三郎右衛門政辰) - 由布七右衛門惟次(由布美作守惟信長男) - 米多比丹波守鎮久 - 立花吉右衛門成家(薦野三河守増時長男) - 内田清右衛門成員(内田出羽守鎮高次子) - 原尻宮内少輔鎮清 - 内田統続(内田壱岐守鎮家長男) - 十時新四郎(十時傳右衛門惟道之子。第二代傳右衛門) - 十時源兵衛(渡辺清左衛門之子・十時傳右衛門惟道女婿養子、後稱相模守) | - 千手平左衛門(千手鑑元末子。千手河内守、顯孝寺存應) - 田尻八郎 - 因幡但馬入道宗糺(養子為十時連貞四男・伊兵衛正良) - 堀又介秀(堀越後守祥(東雲軒玉隱)長男) - 竹迫堪八郎虎種(竹迫五郎兵衛統種之子) - 清田又兵衛正成 - 安東彦右衛門連直(安東紀伊介家忠之孫) - 石松安兵衛政之(石松源五郎之子) - 十時但馬守惟由（子為十時市右衛門惟種） - 十時與五郎連秀(十時右近太夫惟忠之子) - 世戸口十兵衛政真 | - 由布大炊助惟時(由布甲斐守家續長男) - 足達勝右衛門(足立對馬守連安之族子) - 立花新右衛門統実(立花右衛門大夫鎮實長男) - 十時摂津守連貞 - 清水藤右衛門連元(清水和泉守實元長男) - 後藤市弥太虎種(後藤隼人佐連種之子) - 立花三太夫統次(森下備中守釣雲三子、立花次郎兵衛統春養子) - 佐伯善左衛門惟幸(佐伯喜三兵衛惟綱之子) - 池辺次郎(池辺永晟族子) - 十時甚右衛門連久(十時甚兵衛惟之之子) - 安東孫兵衛政弘(安東紀伊守連忠之子) |

《旧柳河藩志》第三章・藩治、第三節・藩政、第二・軍政組織 P.154

## 史料・傳記
- 筑後國史－筑後將士軍談 （页面存档备份，存于）
- 柳川藩叢書 第一集（青潮社、渡邊村男著）
- 柳川藩叢書 第二集（青潮社、淺川安和著）
- 柳川藩叢書 第三集（青潮社、淺川漏泉著）
- 舊柳川藩志（青潮社、渡邊村男著）
- 碧蹄館大戰記（青潮社、渡邊村男著）
- 萬日記（柳川鄉土史刊行會、木付帶刀著）
- 高橋記（續群書類從（日语：続群書類従）完成會）
- 立花事實略記 立齋舊聞記（續群書類從完成會）
- 大津籠城合戰記（續群書類從完成會）
- 筑前博多史料豐前覺書（城戶清種（日语：城戸清種）著、川添昭二（日语：川添昭二）校訂）
- 立花朝鮮記（臨川書店）
- 立花立齋自筆島原之戰覺書（臨川書店）
- 立花家文書（株式會社 御花）
- 立齋樣御自筆御書之寫
- 立齋話記 立花家藏感狀記
- 立花記（柳川古文書勉強會）
- 柳川史話（青潮社、岡茂政著）
- 立花宗茂（吉川弘文館、中野等（日语：中野等）著）
- 柳川市史 史料篇Ｖ 近世文書（柳川市史編集委員會）
- 立花宗茂―將軍相伴衆與其後半生（宮帶出版社（日语：宮帯出版社）、岡宏憲著）
- 立花宗茂（岡村書店、白河鯉洋（日语：白河鯉洋）著）
- 長編歴史物語戰國武將系列（１）立花宗茂（九州出版社、古賀敏夫著）
- 立花宗茂－他一篇（Main Stamp、中村正夫著）
- 立花宗茂（西日本新聞社、河村哲夫（日语：河村哲夫）著）
- 關原 敗者們復活戰（Graph社（日语：グラフ社）、河合敦（日语：河合敦）著）
- 九州戰國史與立花宗茂（洋泉社、三池純正（日语：三池純正）著）
- 立花宗茂 為「義」而生（新人物往来社、江宮隆之（日语：江宮隆之）著）
- 戰國武將的明暗（新潮社、本鄉和人（日语：本郷和人）著）
- 立花宗茂-戦国「最強」の武将（中央公論新社、加来耕三（日语：加来耕三）著）

## 登場作品
小說
- 雲與殘月（光風社、尾崎士郎（日语：尾崎士郎）著）
- 立花宗茂（講談社、海音寺潮五郎著）
- 劍與笛（文藝春秋、海音寺潮五郎著）
- 離亂之風 少年立花宗茂（文藝春秋、瀧口康彥（日语：滝口康彦）著）
- 立花宗茂－秀吉讚賞的天下無雙戰國武將（PHP研究所、八尋舜右（日语：八尋舜右）著）
- 小說 立花宗茂（学陽書房、童門冬二（日语：童門冬二）著）
- 立花宗茂：直行亂世的鎮西勇將（廣濟堂（日语：広済堂）、原田種真（日语：原田種真）著）
- 立花宗茂：士魂的系譜（葦書房、西津弘美著）
- 立花宗茂（學研、志木澤郁（日语：志木沢郁）著）
- 孤鬥 立花宗茂（中央公論新社、上田秀人（日语：上田秀人）著）
- 戰國七人（學研、竹中亮著）
- 無雙之花（文藝春秋、葉室麟（日语：葉室麟）著）
- 不恥於名、不恥於己 立花宗茂異聞（文藝社（日语：文芸社）、黑田如泉著）
- 螢火之城（PHP研究所、秋月達郎（日语：秋月達郎）著）
- 赫赫之名尚在 立花宗茂残照（早川書房、羽鳥好之（日语：羽鳥好之）著）

影視劇
- 魔界轉生（1981年、東映、演：島田秀雄）
- 葵德川三代（2000年、NHK大河劇、演：大和田伸也）

遊戲
- 戰國無雙系列 &無雙OROCHI系列（配音：東地宏樹）
- 戰國BASARA系列（配音：稻田徹）

## 付記
柳川一地的武士於戰國時代盛行飲用濁酒壯大作戰士氣，於宗茂成為柳川藩主時也持續著。現今位於柳川市三橋町的目野酒造商目野信太郎在花了一年的時間研究了永祿12年1569年的文獻「多門院日記」中的夏酒項目記載，於2006年11月忠實重現當時宗茂所飲用的濁酒「諸白酒」，並以宗茂命名為「古式濁酒 立花宗茂」於2007年1月17日販賣，酒精濃度12度，甜中帶酸有水果味。並且將收入的一部分作為於2005年遭火舌侵襲的三柱神社（道雪 宗茂 誾千代合祀的神社）復興之用。